# Biserica evanghelică din Râșnov

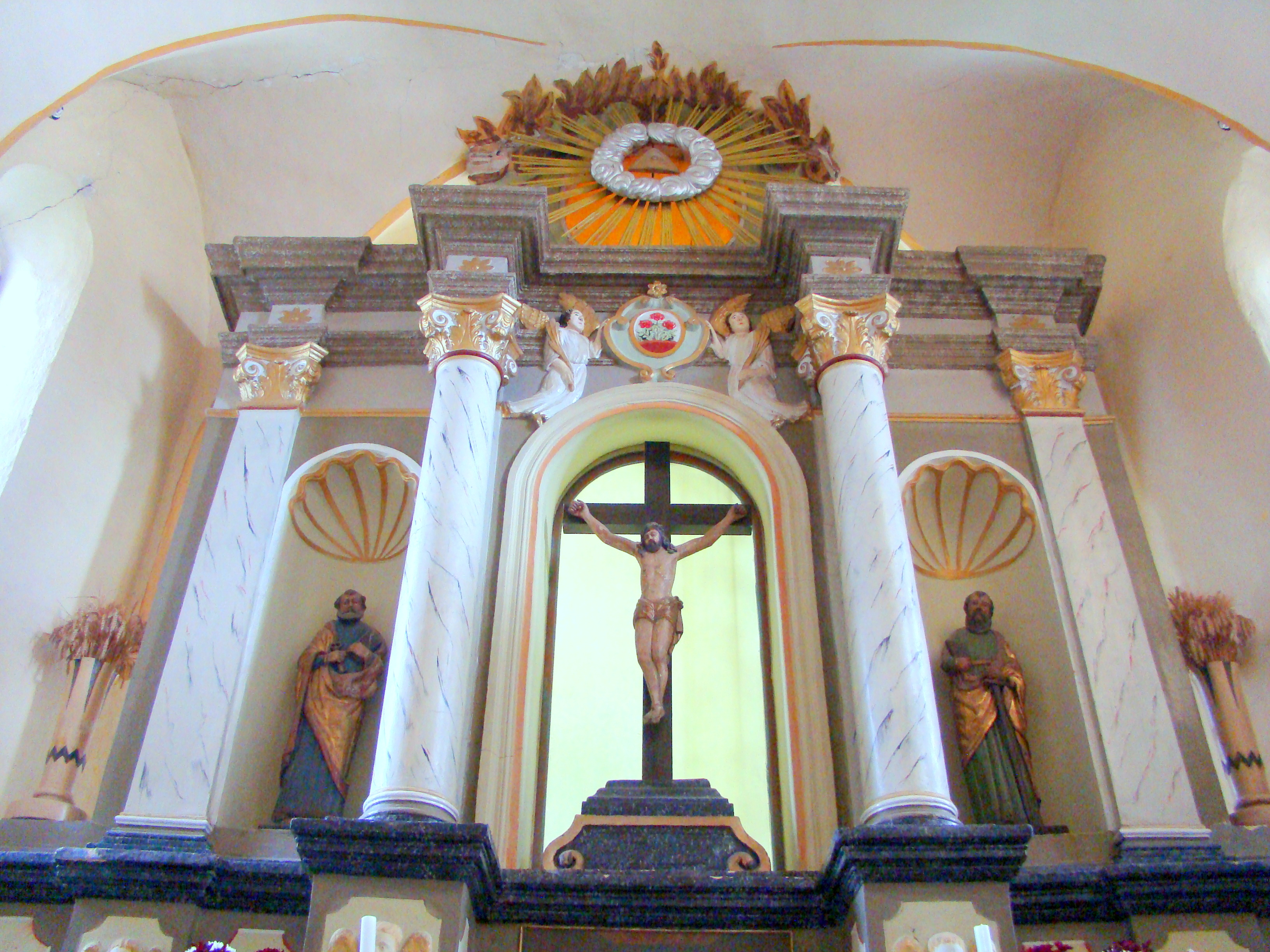
Altarul instalat în anul 1776

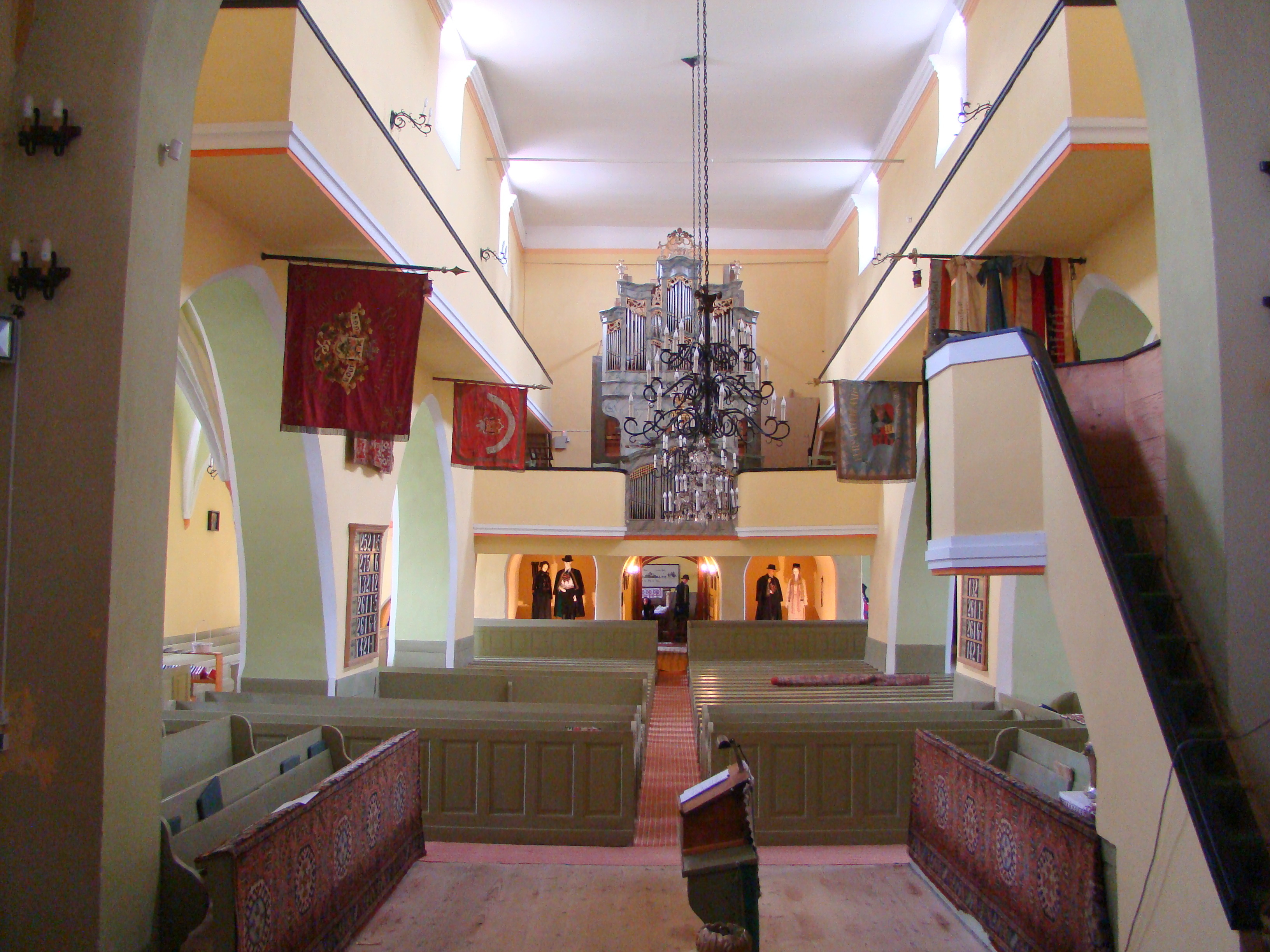
Nava spre ieșire

Biserica evanghelică din Râșnov este un monument istoric și de arhitectură din județul Brașov. Edificiul a fost construit în secolul al XIII-lea și figurează în lista monumentelor istorice sub cod LMI BV-II-a-A-11763.

## Biserica
Biserica a fost construită la începutul secolului al XIV–lea cu hramul Sf. Matia, ca bazilică în stilul de tranziție de la stilul romanic la cel gotic. Caracteristicile romanice ale începutului (arcul de triumf, părțile inferioare ale navelor și turnului, stâlpii masivi) sunt estompate de altele gotice, intervenite în două etape: refacerea traseului de la sanctuar în formă heptagonală, contraforturi în retragere, ferestre în arc frânt, bolți cu ogive și console tronconice.
Un cronicar de la 1630, preluat de istoriografia săsească, scria că în anii 1542-1543, datorită activității pastorului Nikolaus Stephani, cea mai mare parte a comunității săsești a trecut la luteranism,  lăcașul de cult suferind modificările obișnuite impuse de negarea imaginilor cu sfinți. Au fost scoase altarele laterale și alte obiecte ce purtau imagini cu sfinți și au fost acoperite suprafețele de pictură murală, ce fuseseră realizate în secolele XIV-XV. Părți din pictura veche parietală au început să fie din nou vizibile, din anul 1932, pe zidul de nord al corului. În exterior, o foarte degradată imagine cu Isus și instrumentele Patimilor, iar la interior, până sub arcele bolților, o serie de scene din Ciclul Patimilor și Învierii lui Isus (alături de Punerea în Mormânt a fost însemnat și anul realizării, 1500).
În anul 1773 s-au înălțat zidurile bisericii. După cutremurul puternic din anul 1802 s-a ridicat un an mai târziu turnul clopotniței de 13 m, iar bolta navei centrale a fost înlocuită cu un tavan casetat. La incendiul din 29 august 1718 s-au topit cele trei clopote, care au fost returnate si sfințite în anul 1720. Faptul acesta dovedește inscripția de pe clopotul mic, datând din primul război mondial: “im feuer zerflossen 1718, wird neu gegossen 1720”.
După primul război mondial au fost procurate de la firma Schilling și Lattermann din Apolda două clopote noi, care au fost sfințite în anul 1927. Amândouă sunt din oțel. Transformarea bisericii în stil baroc s-a făcut între anii 1774-1775. Ultima restaurare s-a efectuat în anul 1839, din nou după cutremurul din 1838. Pe partea de nord a corului se află o frescă din timpurile renașterii, care poartă data 1500. După reformă frescele au fost tencuite și din nou descoperite, fiind astfel mult deteriorate. Pe aceeași parte este înscrisă și data 1694. Sub frescă se află piatra funerară în stil baroc a pastorului Lucas Colb din 1753. O altă piatră funerară se află în fața altarului, sub treptele altarului, pentru pastorii Georgius Deidricius, Martinus Albrich și Johann Arbenius. Altarul datează din secolul al XVIII–lea.

## Imagini din exterior

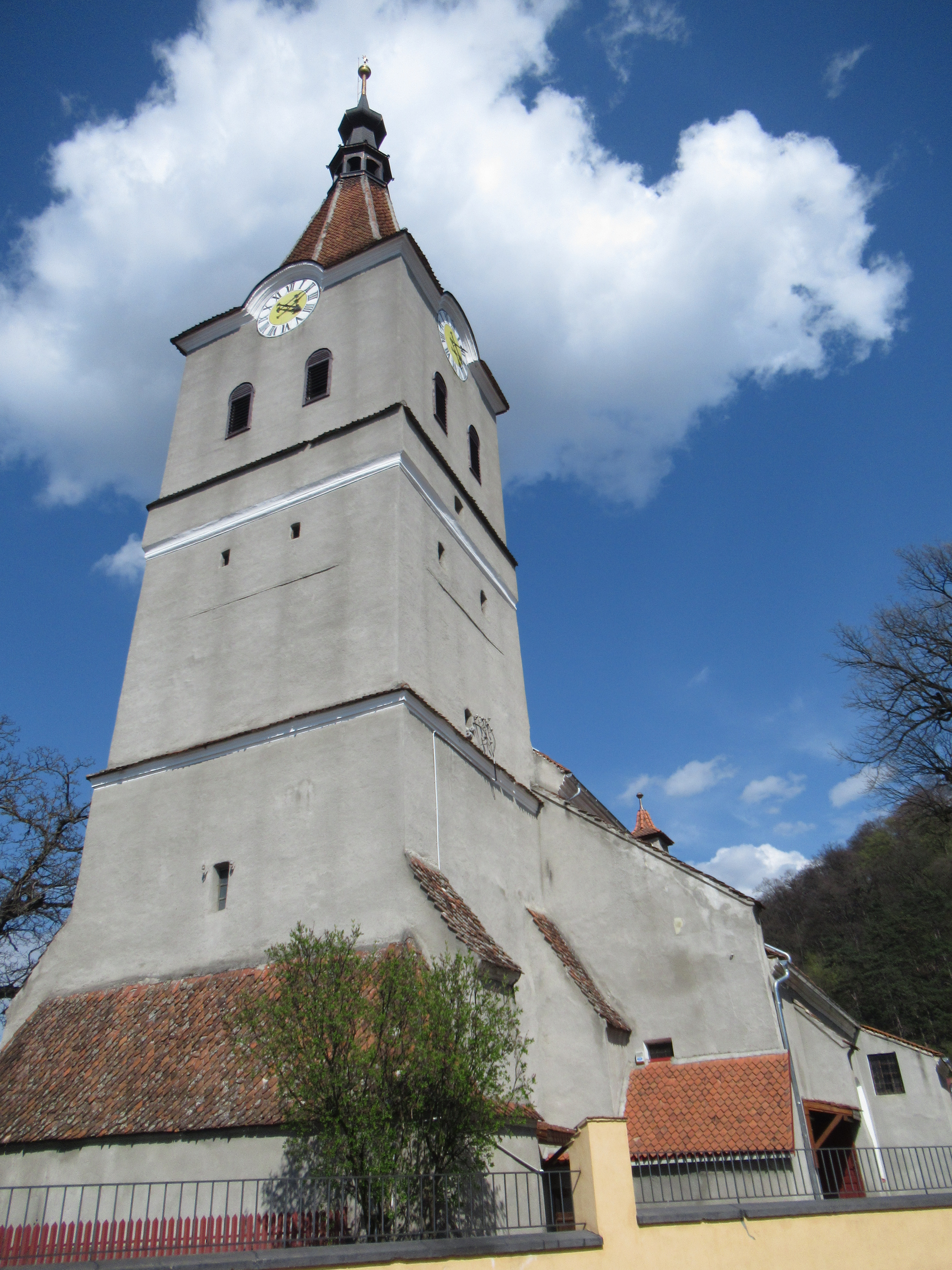
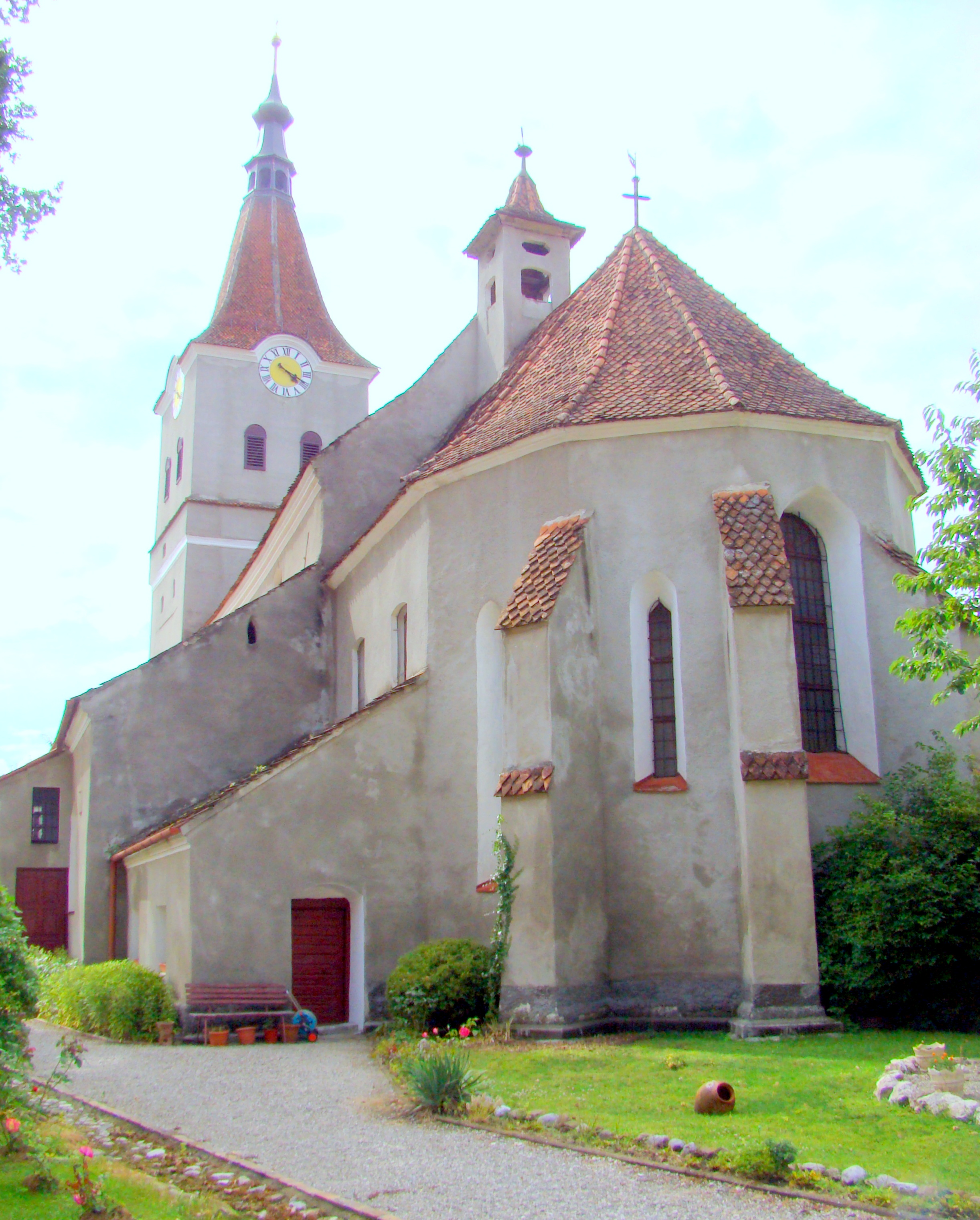
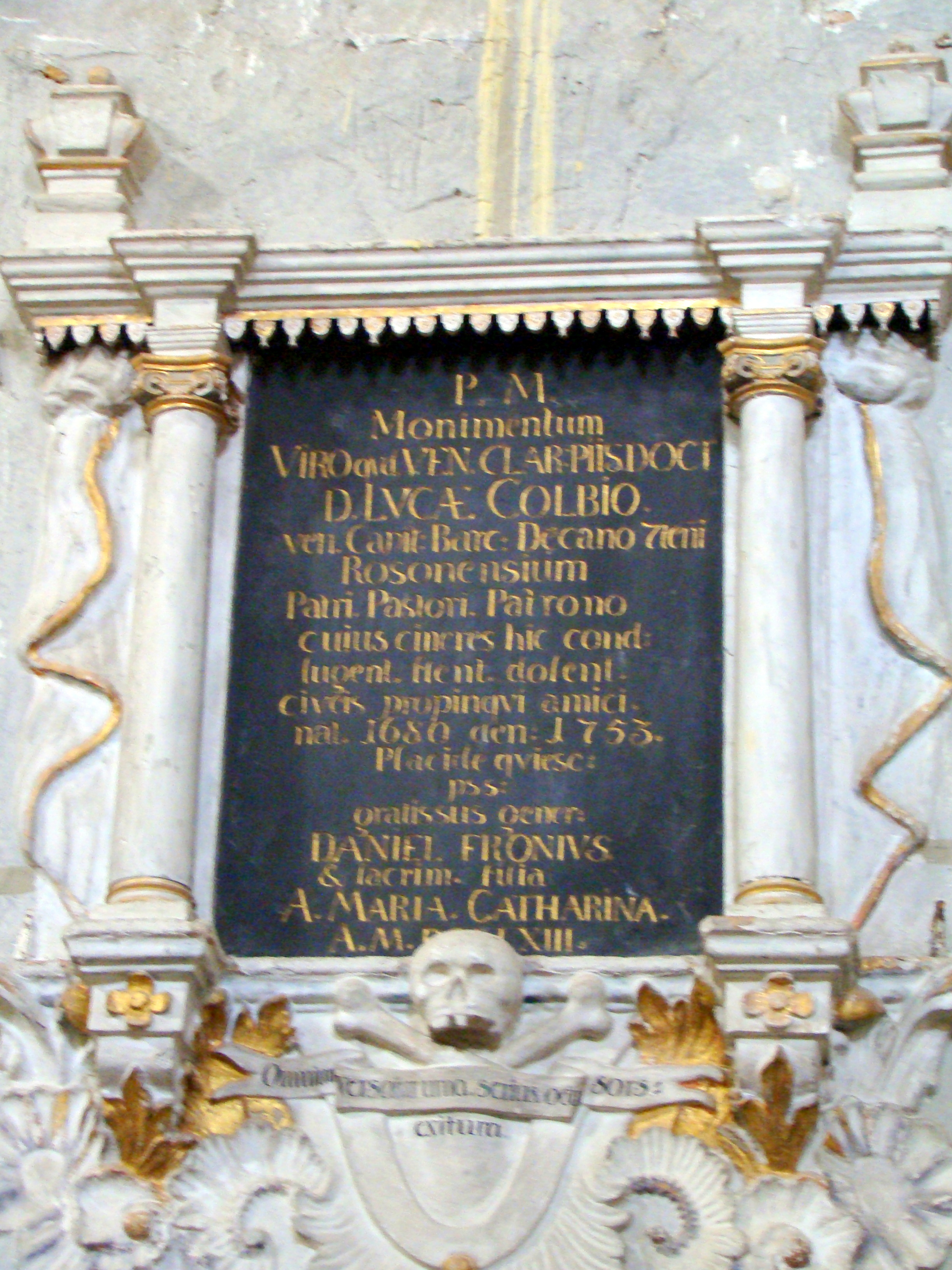
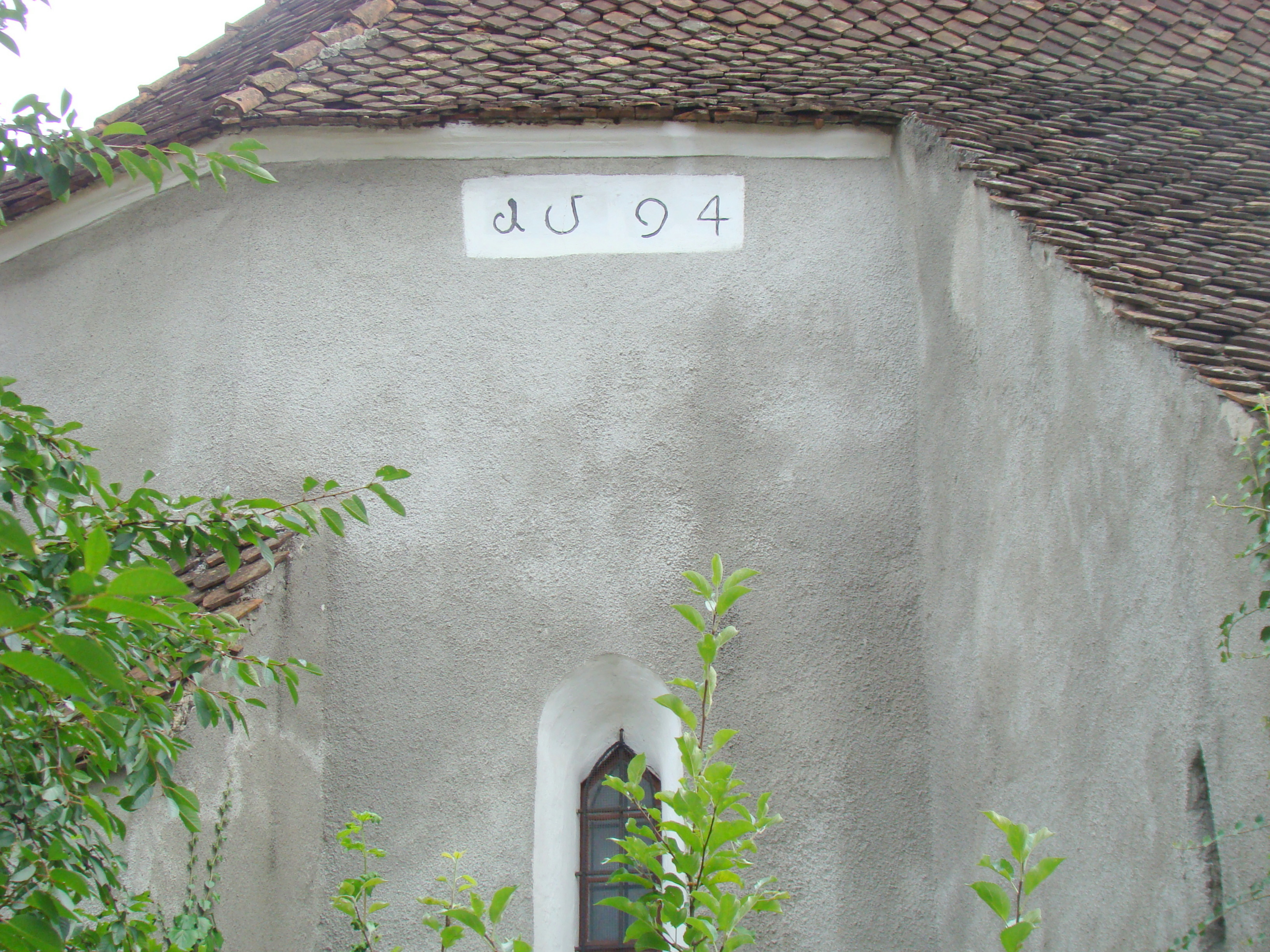
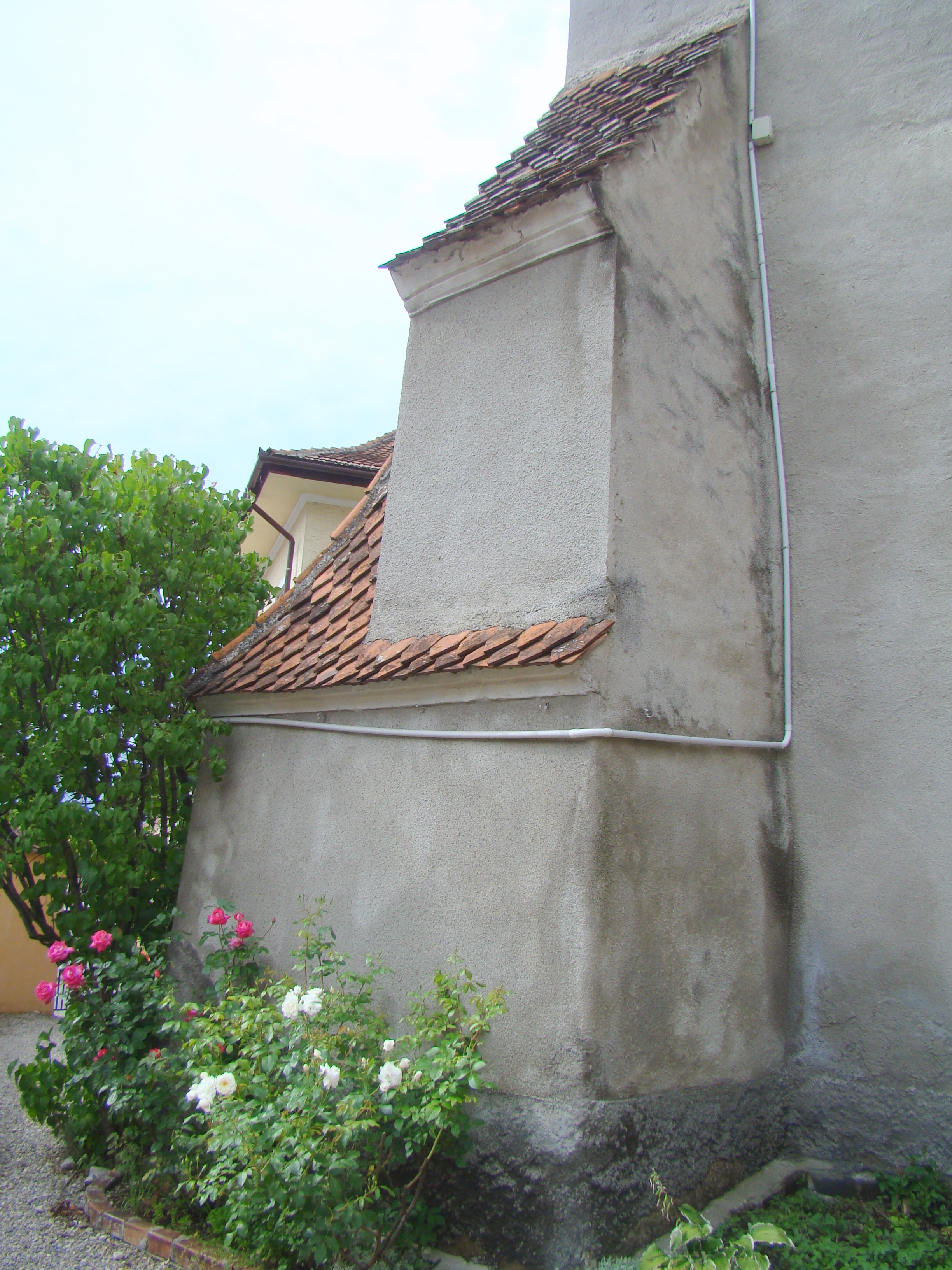
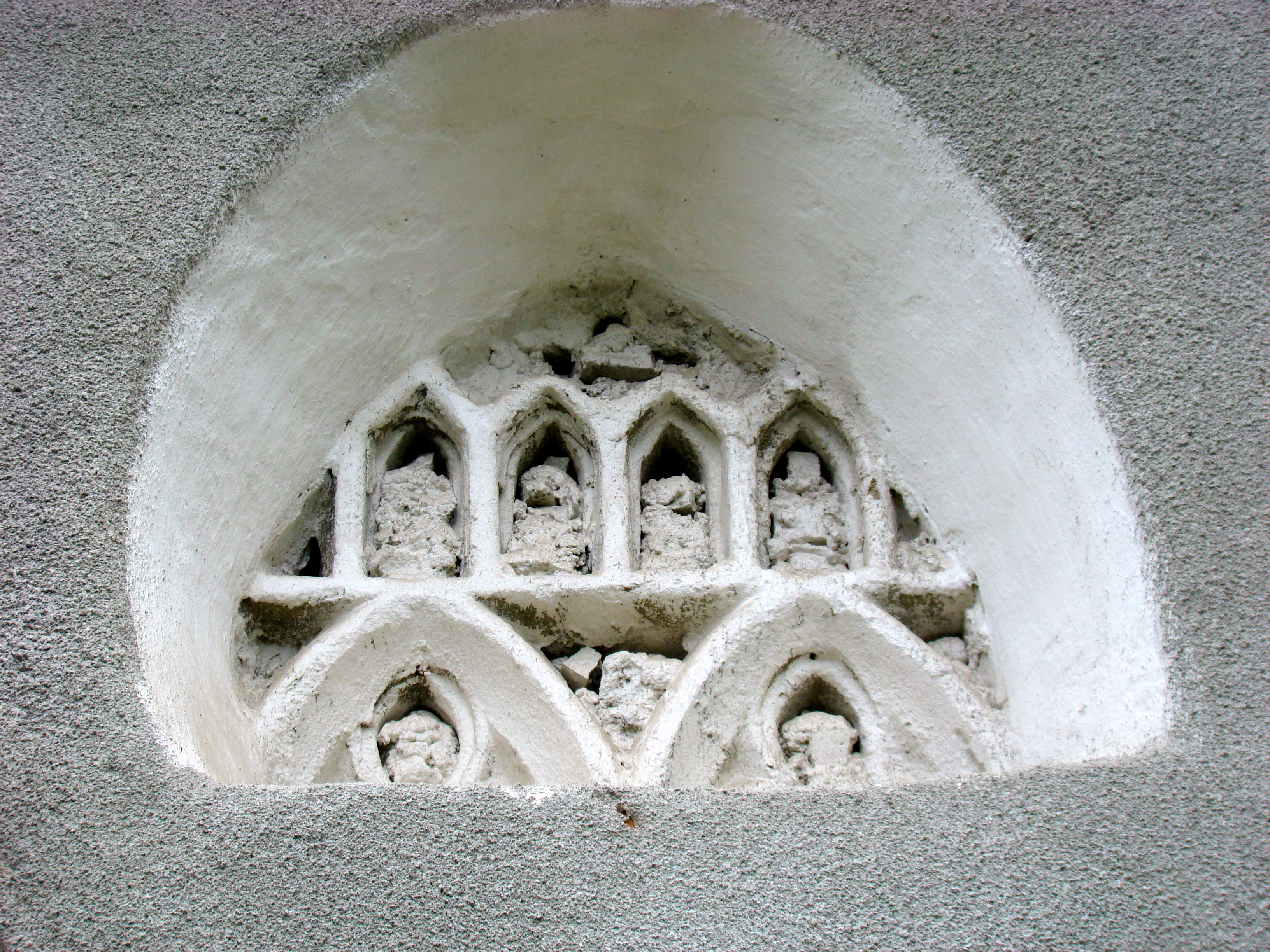
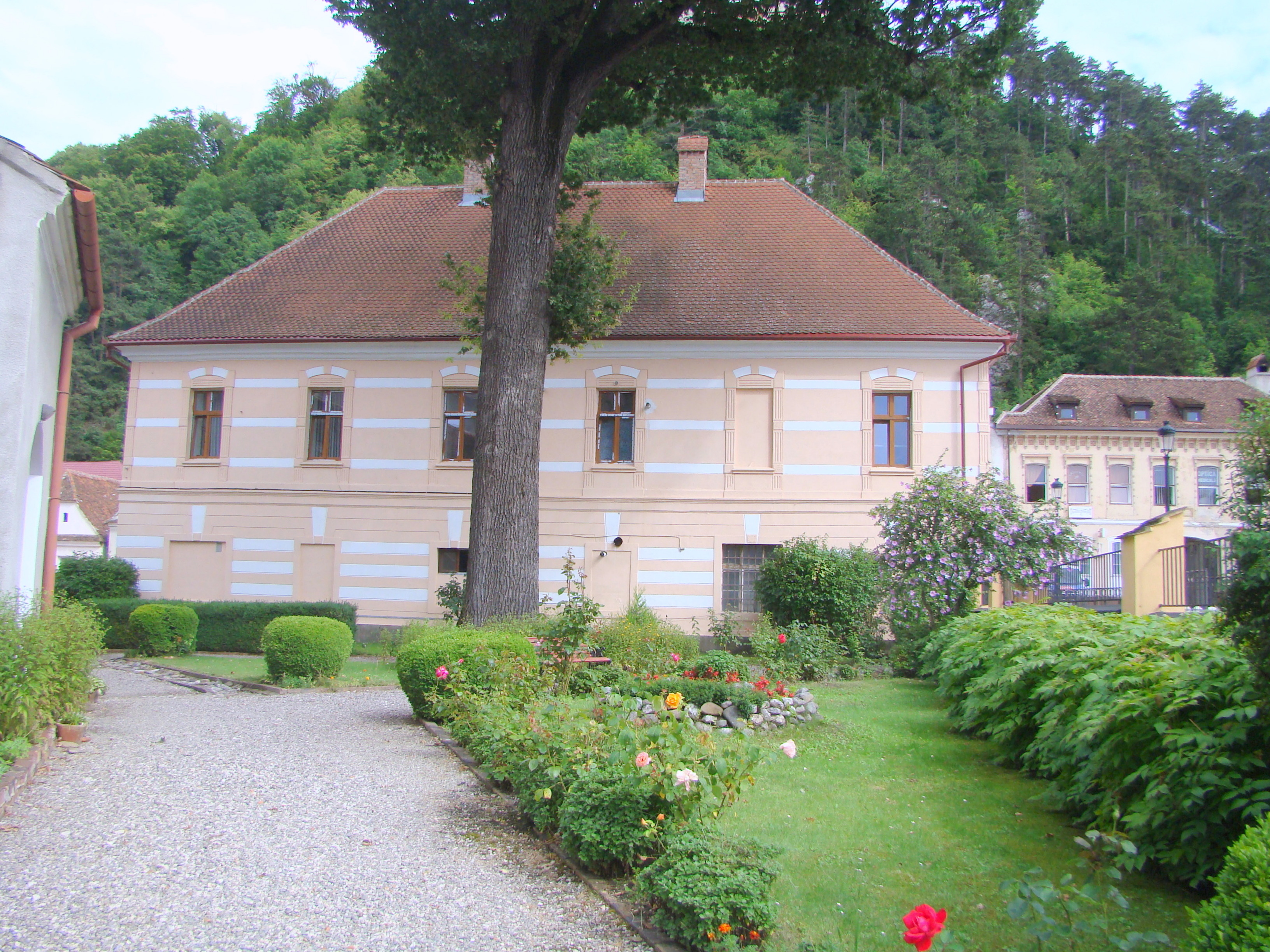
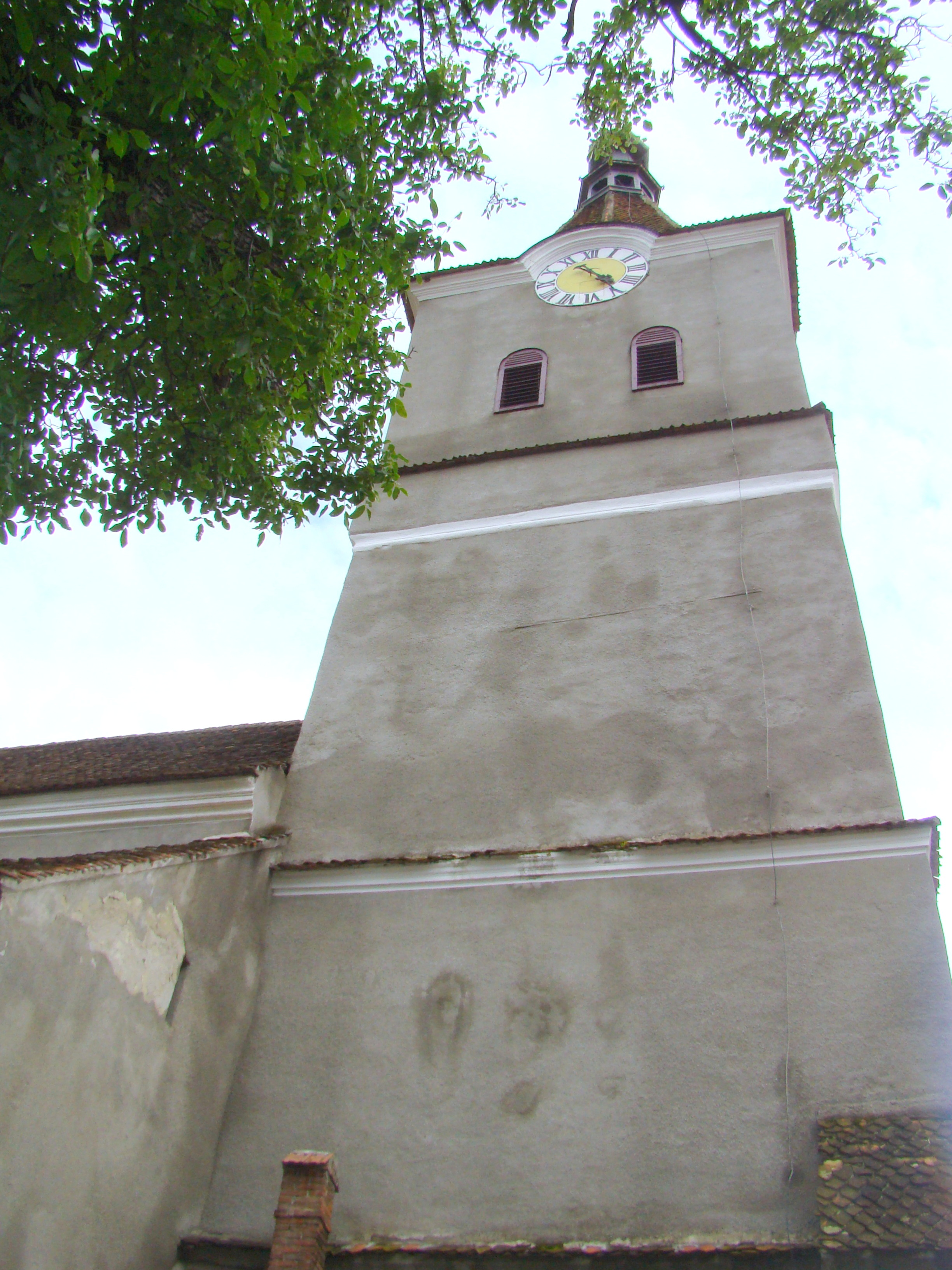
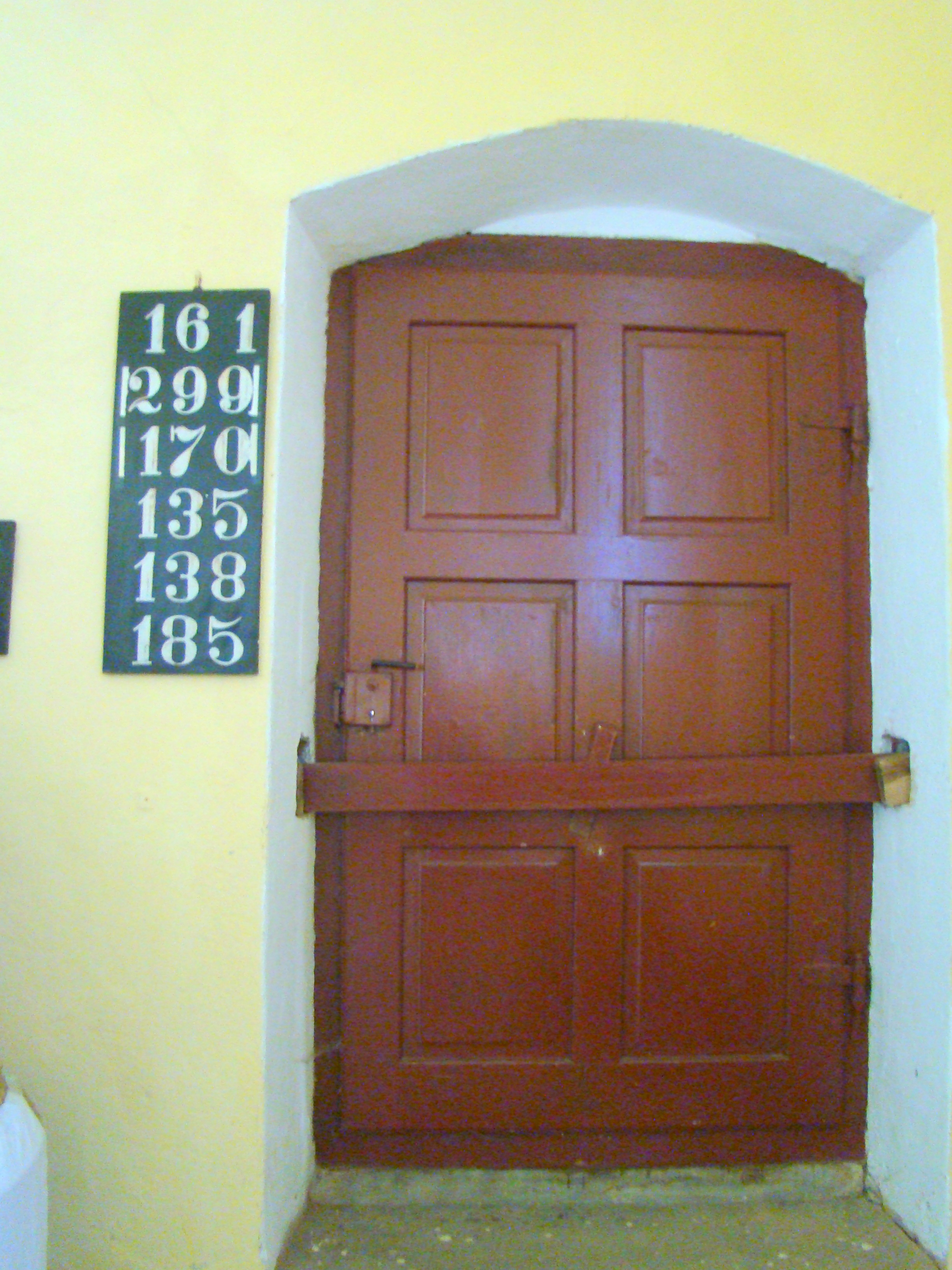
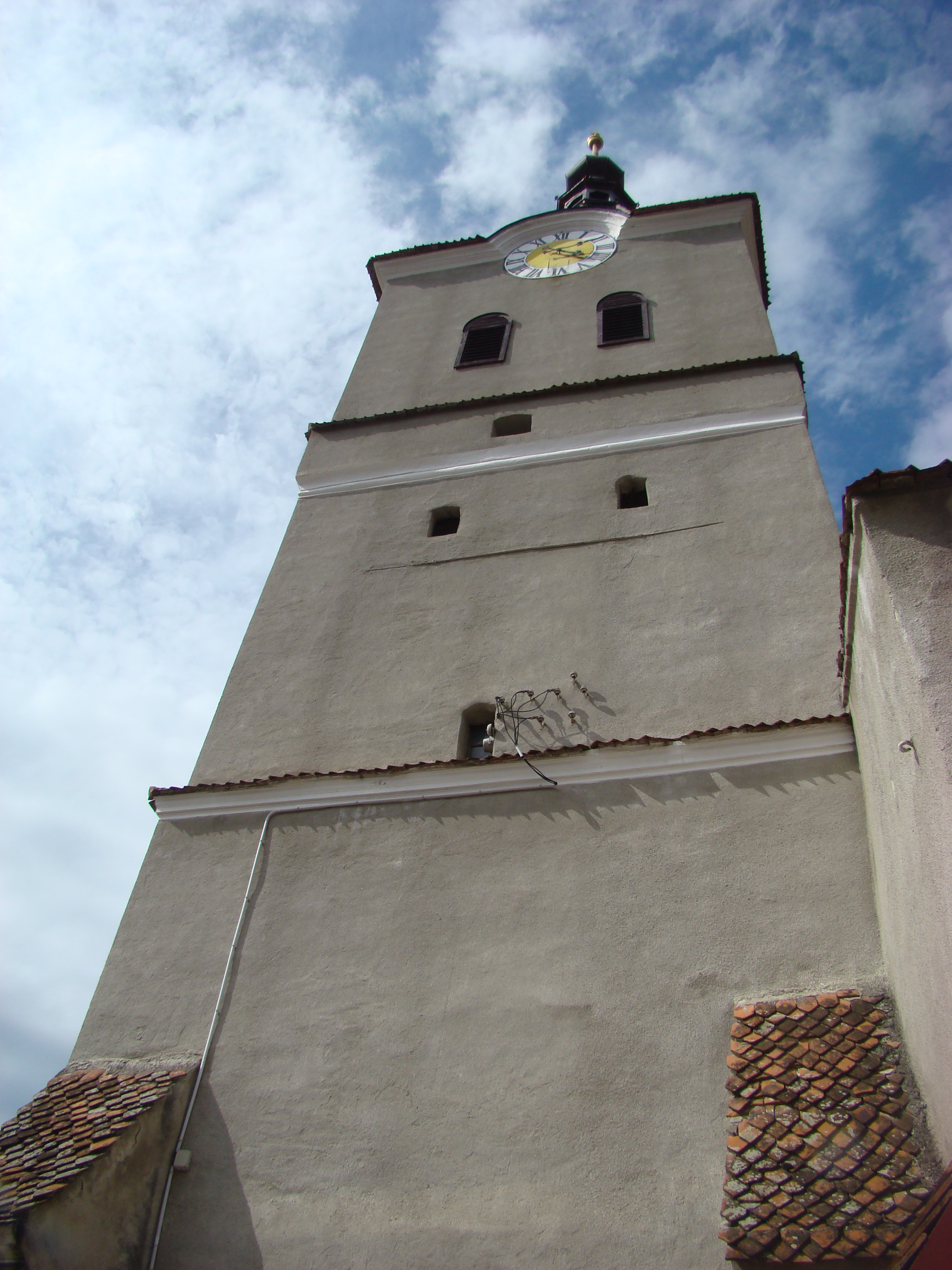
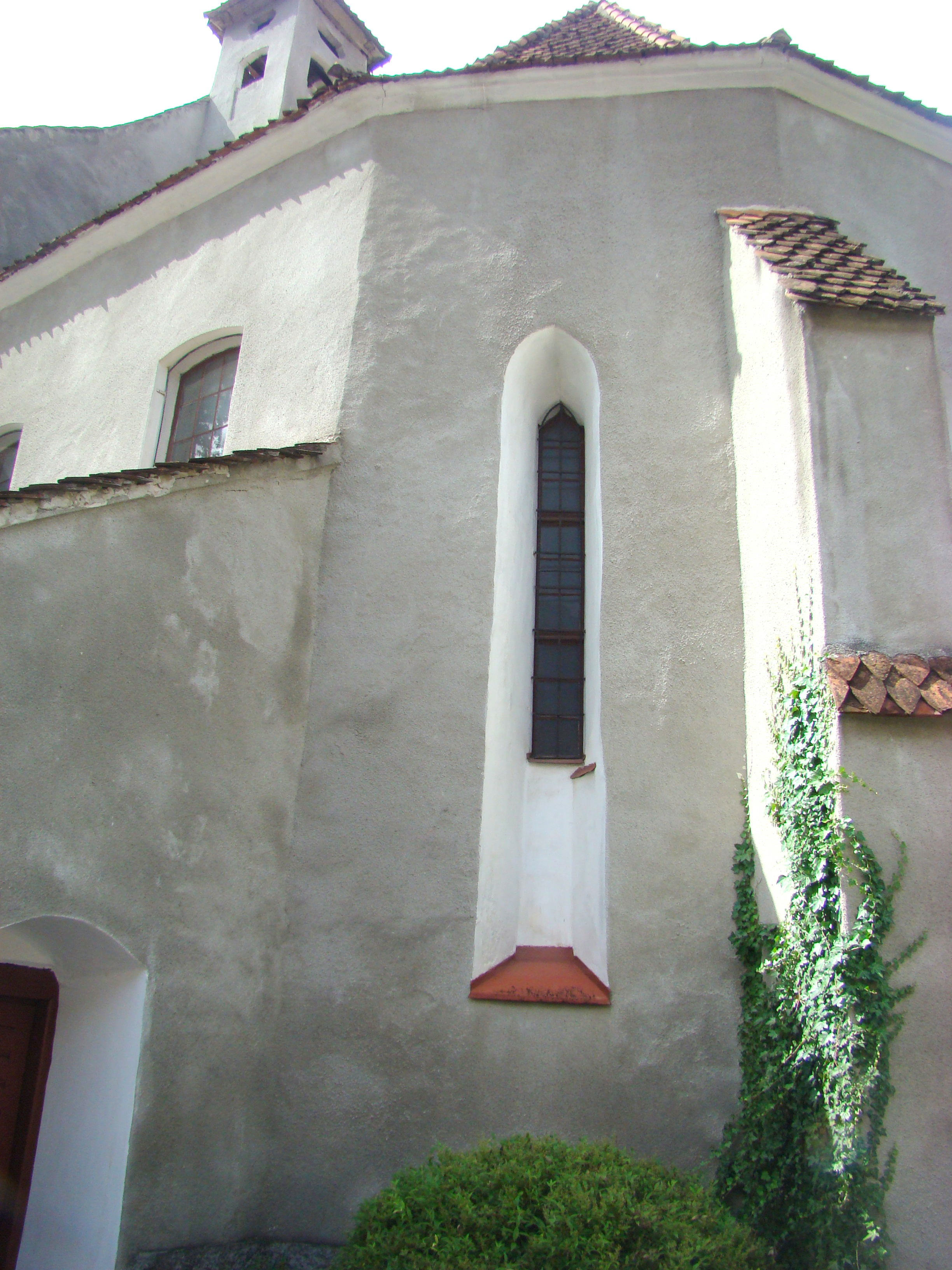
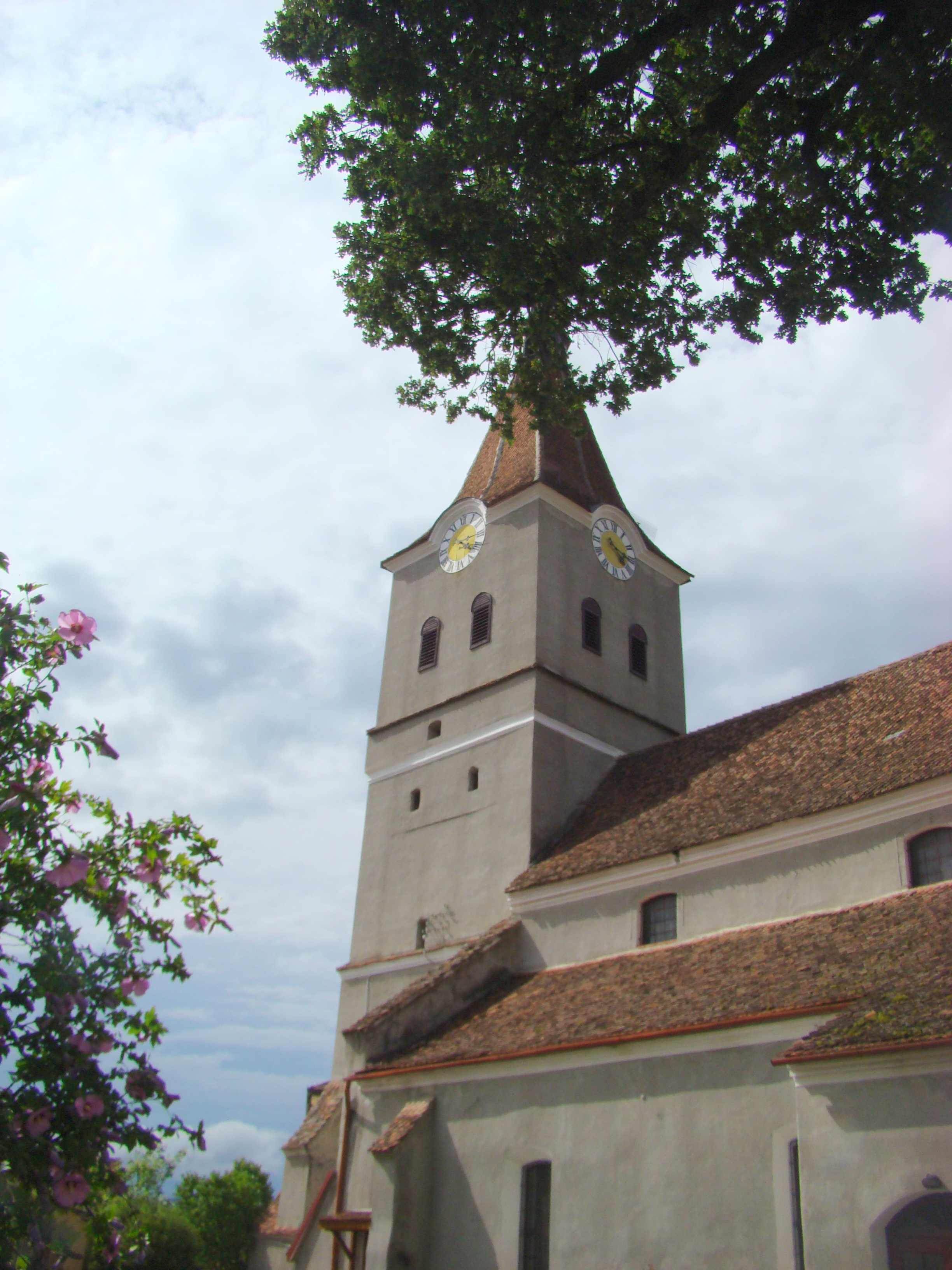
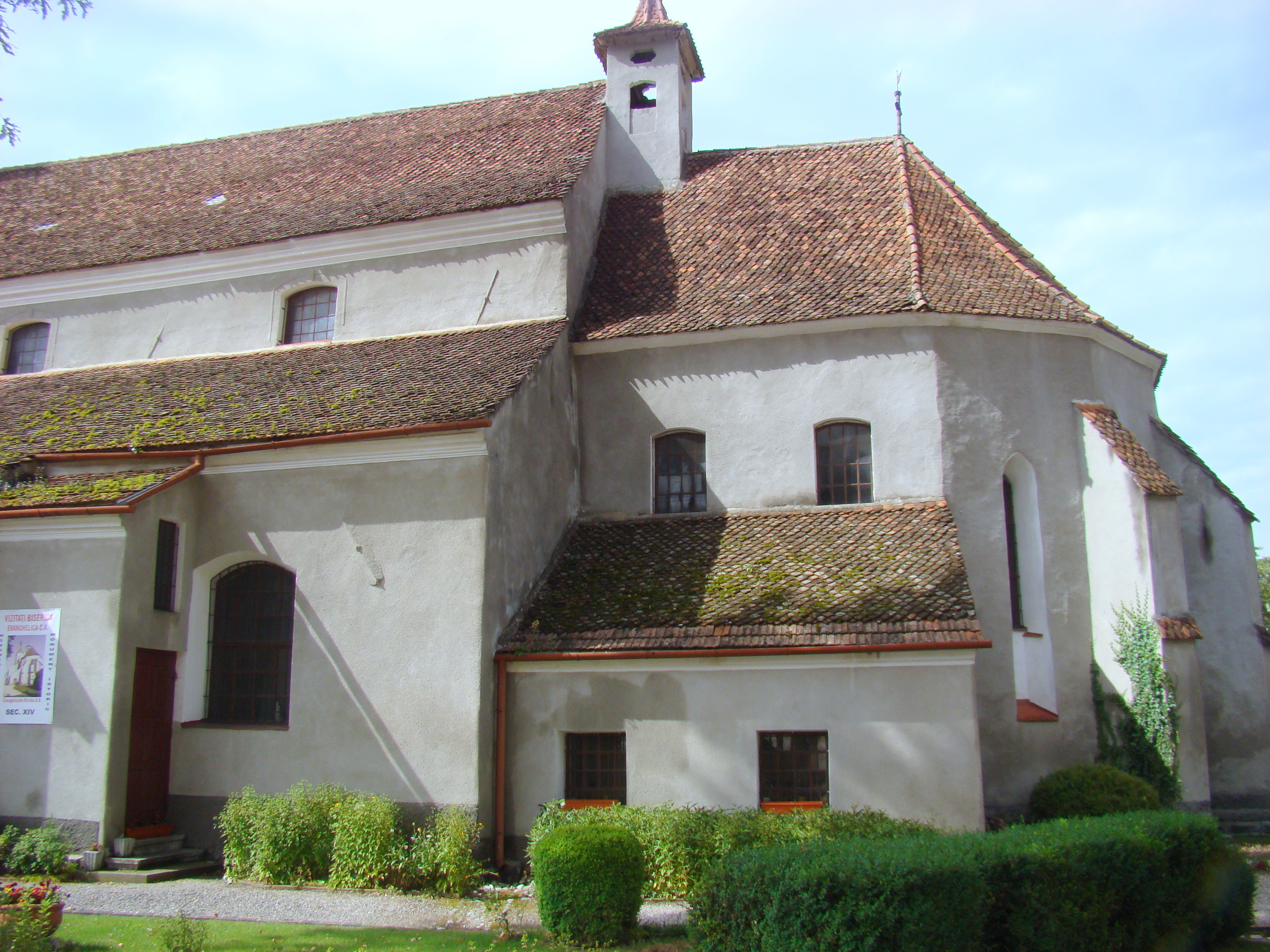
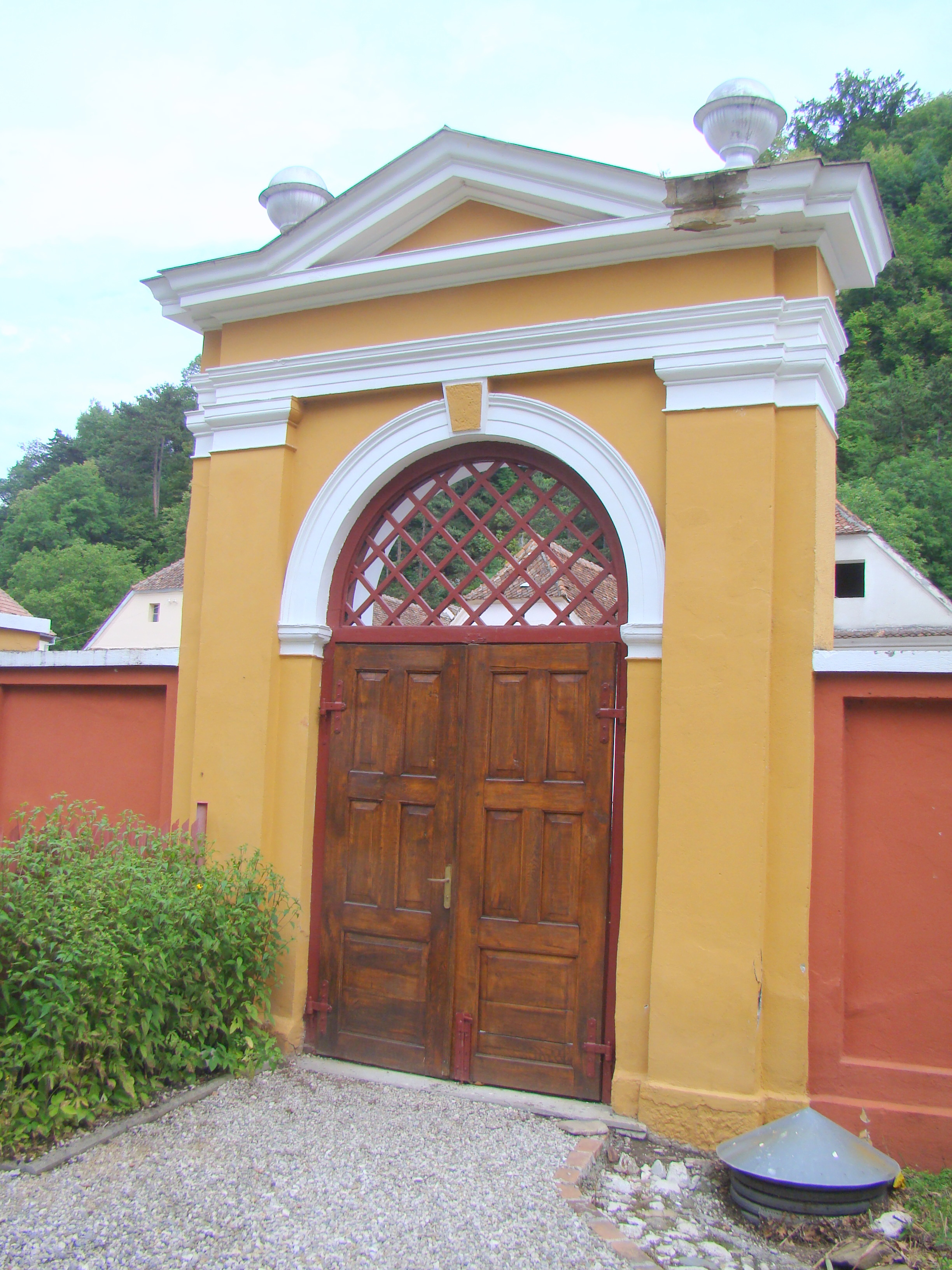
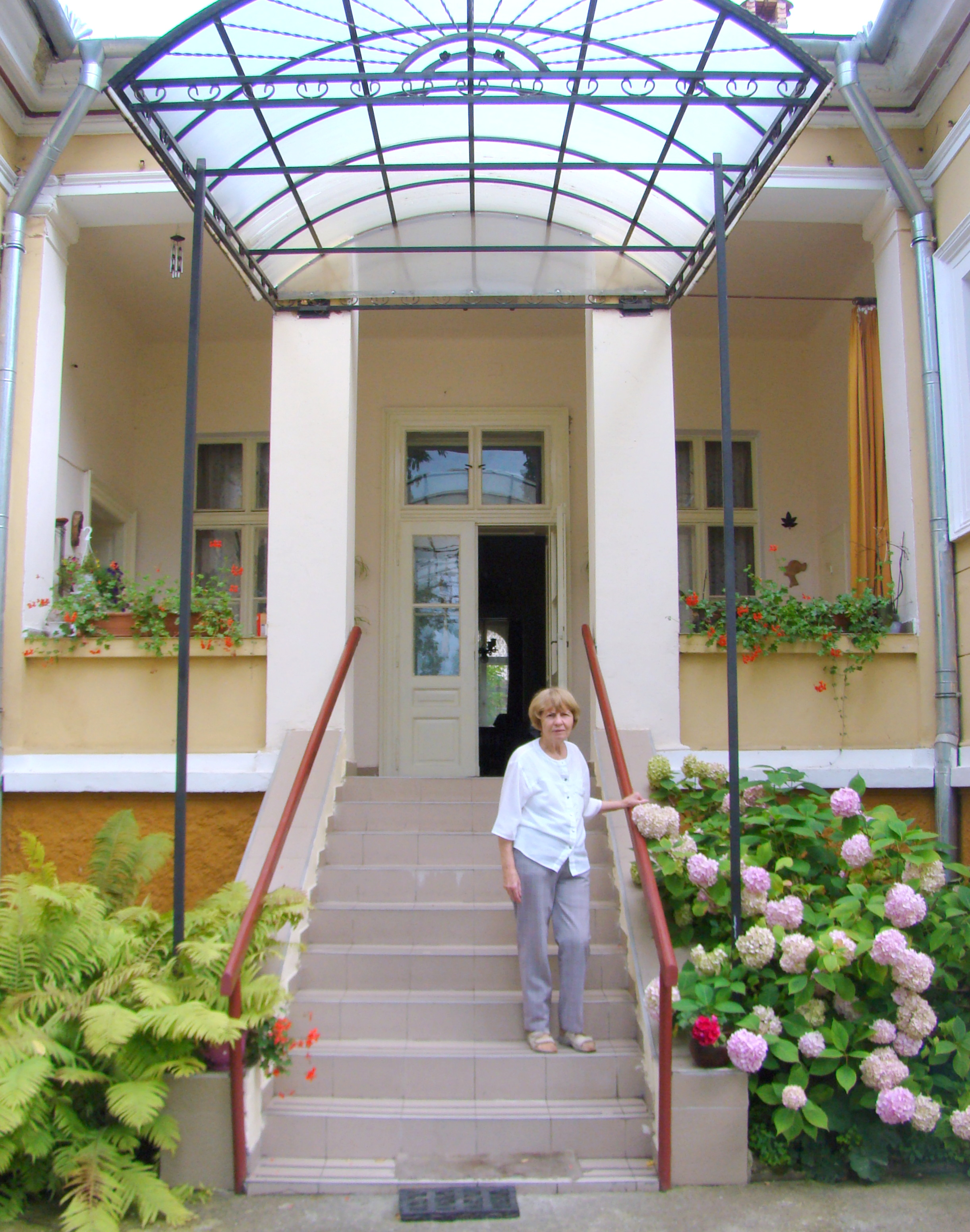
Curatorul bisericii evanghelice din Râșnov: Römer Marianne
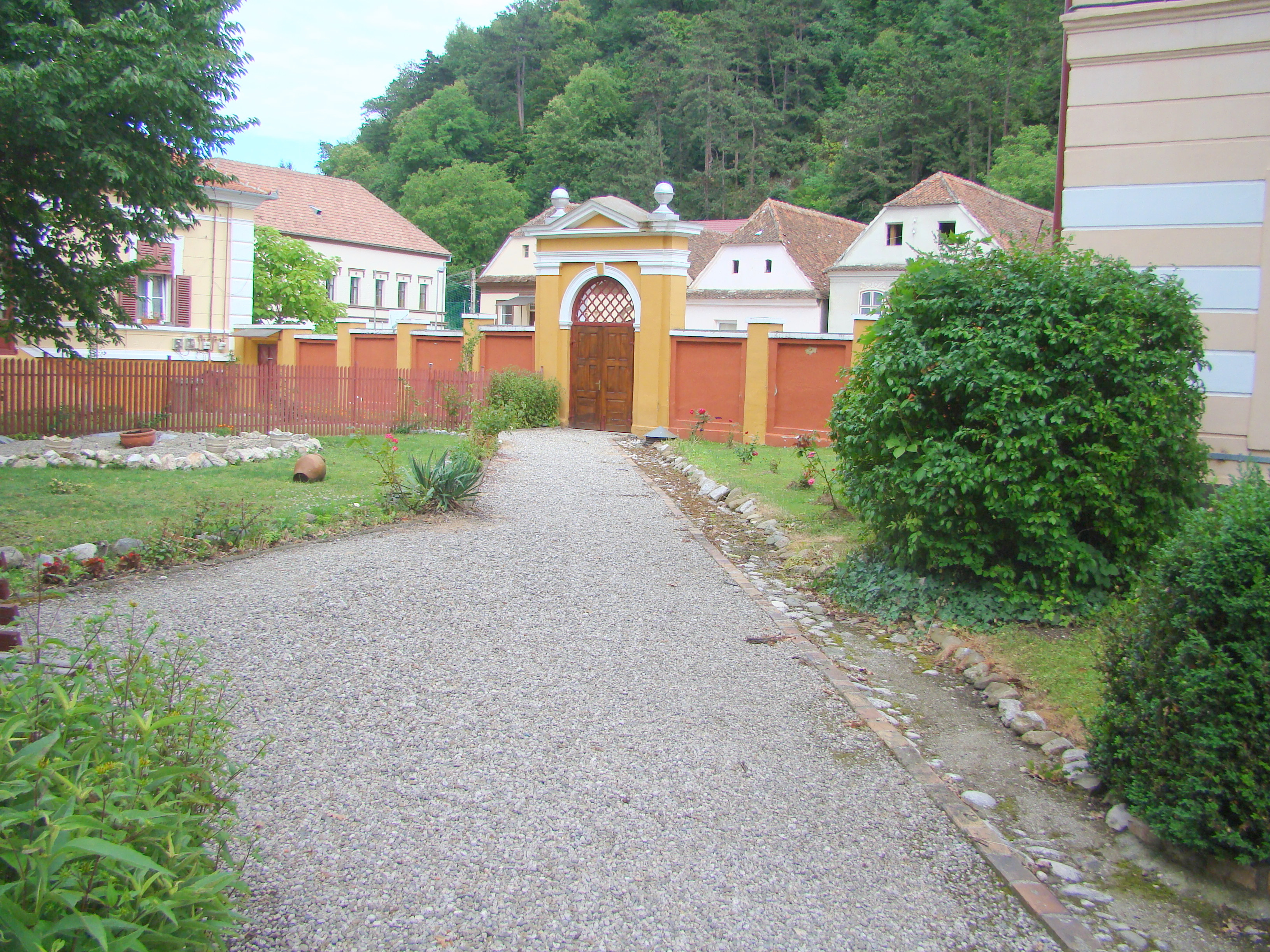
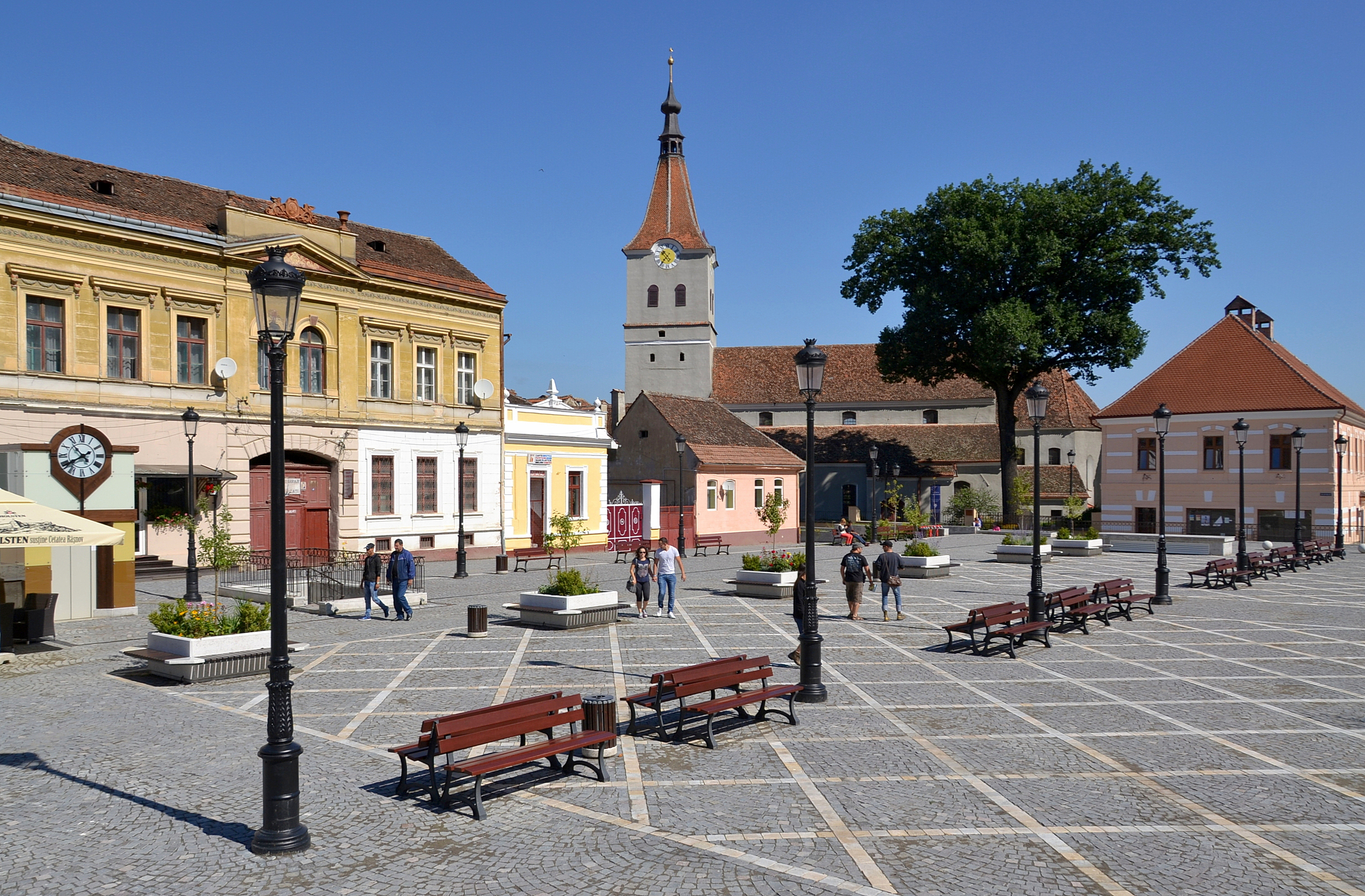

## Imagini din interior

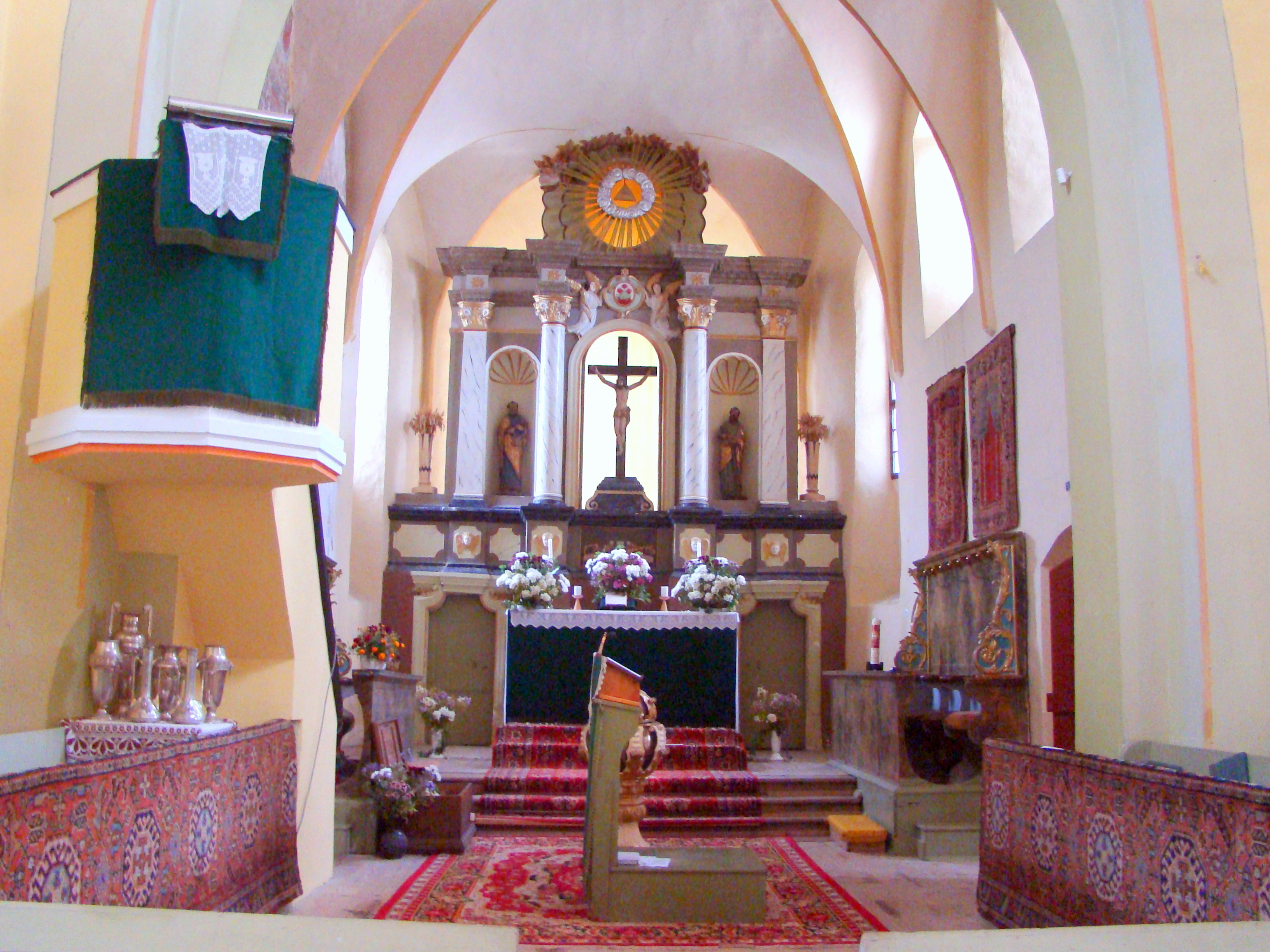
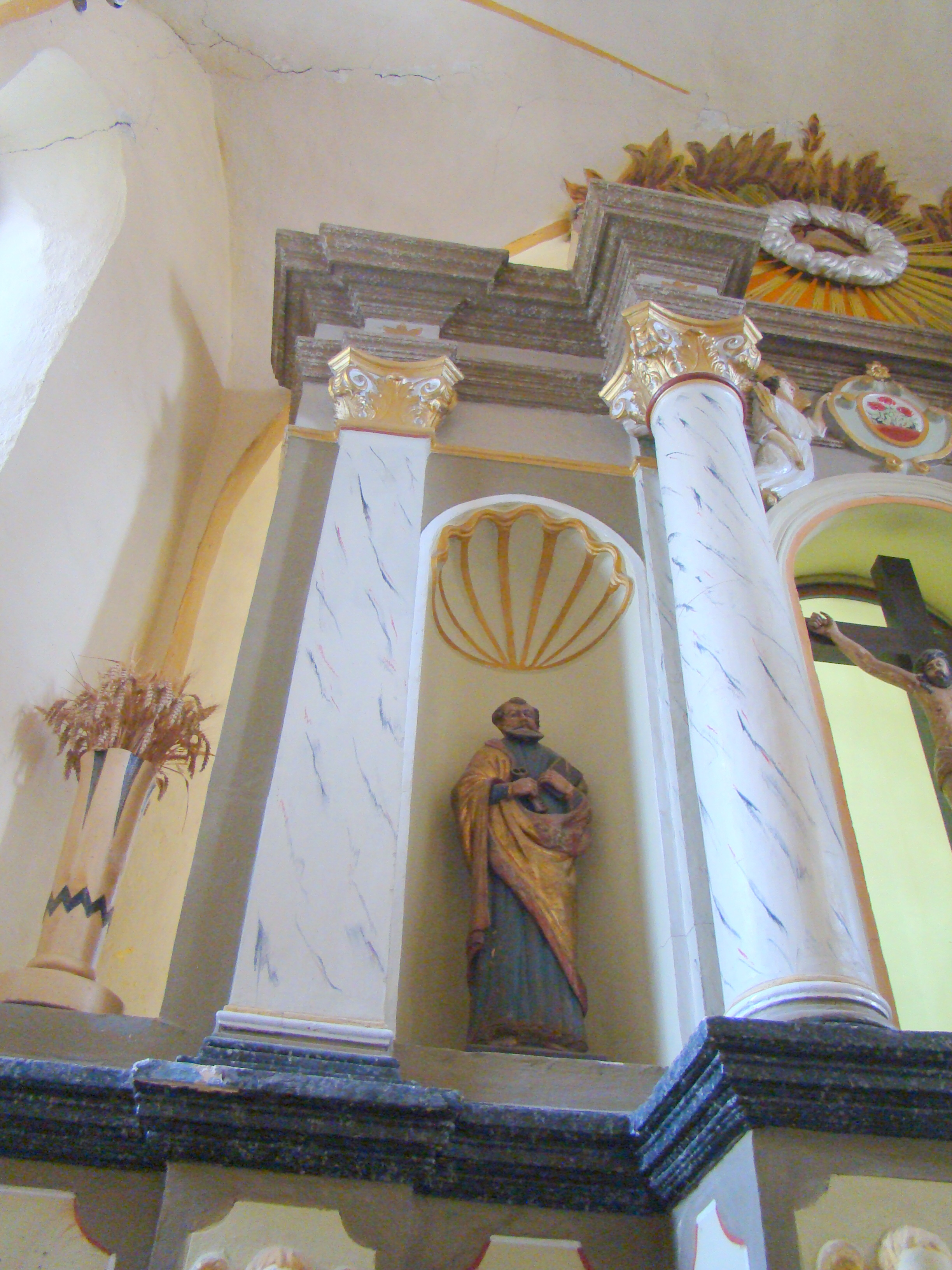
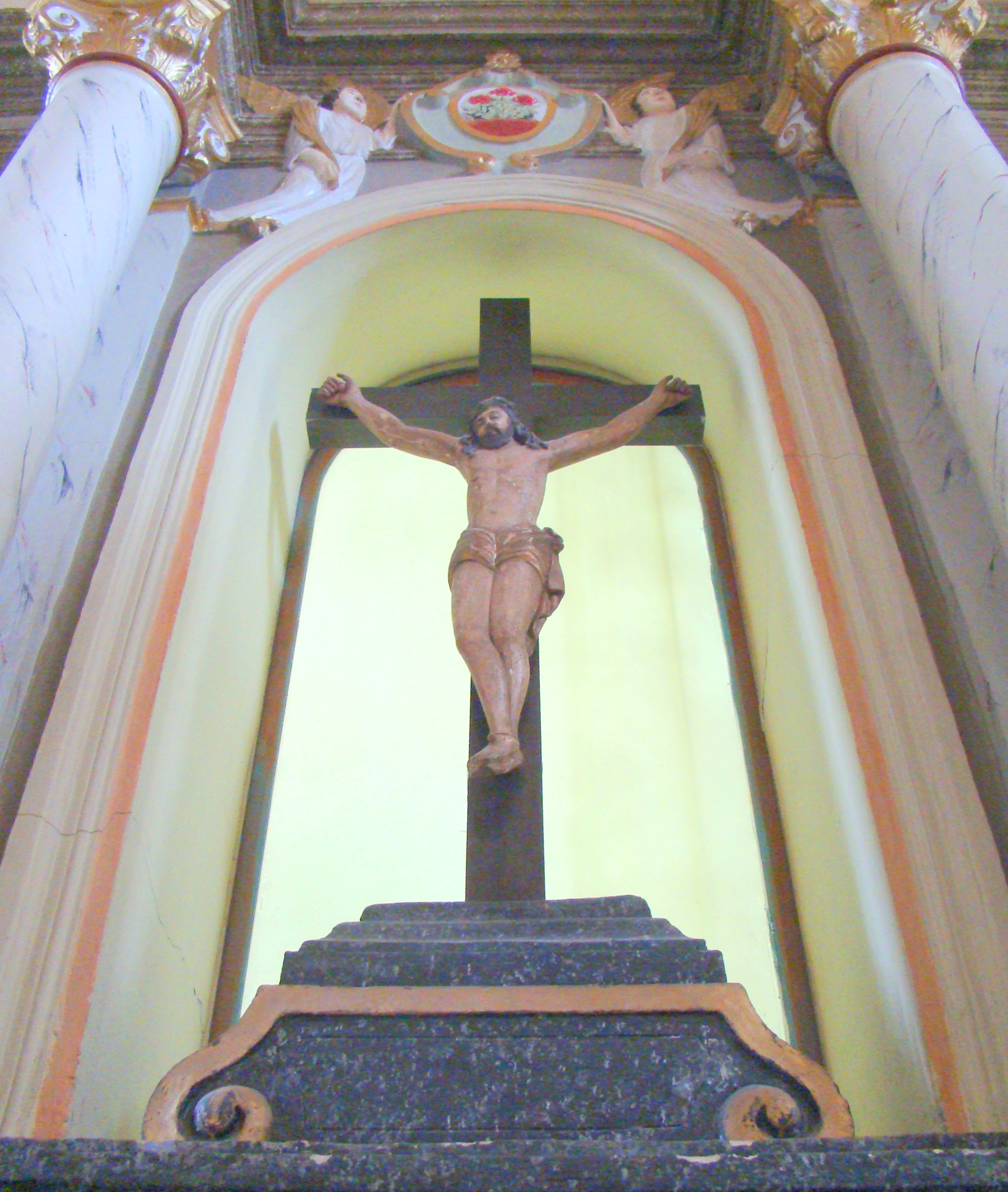
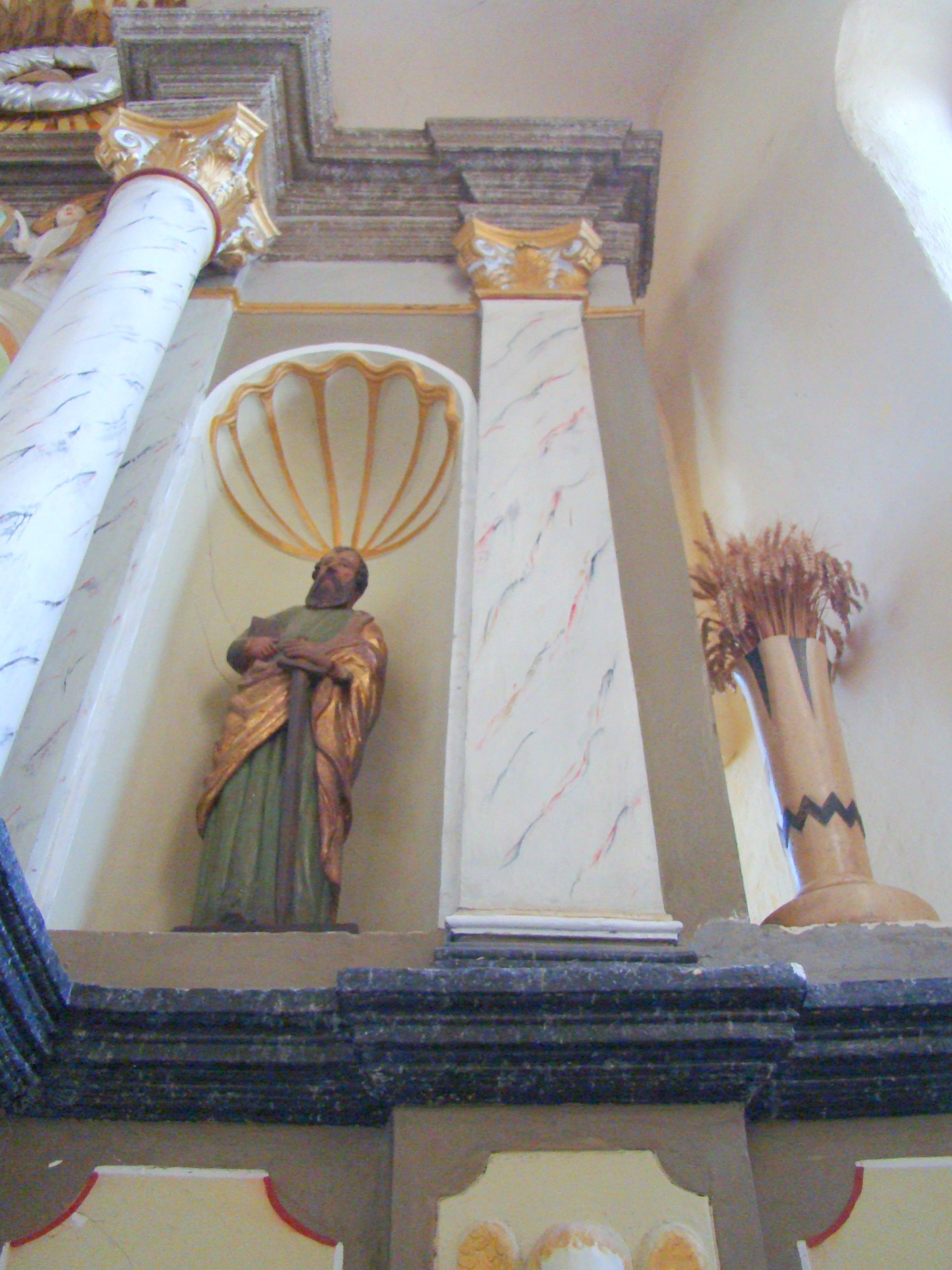
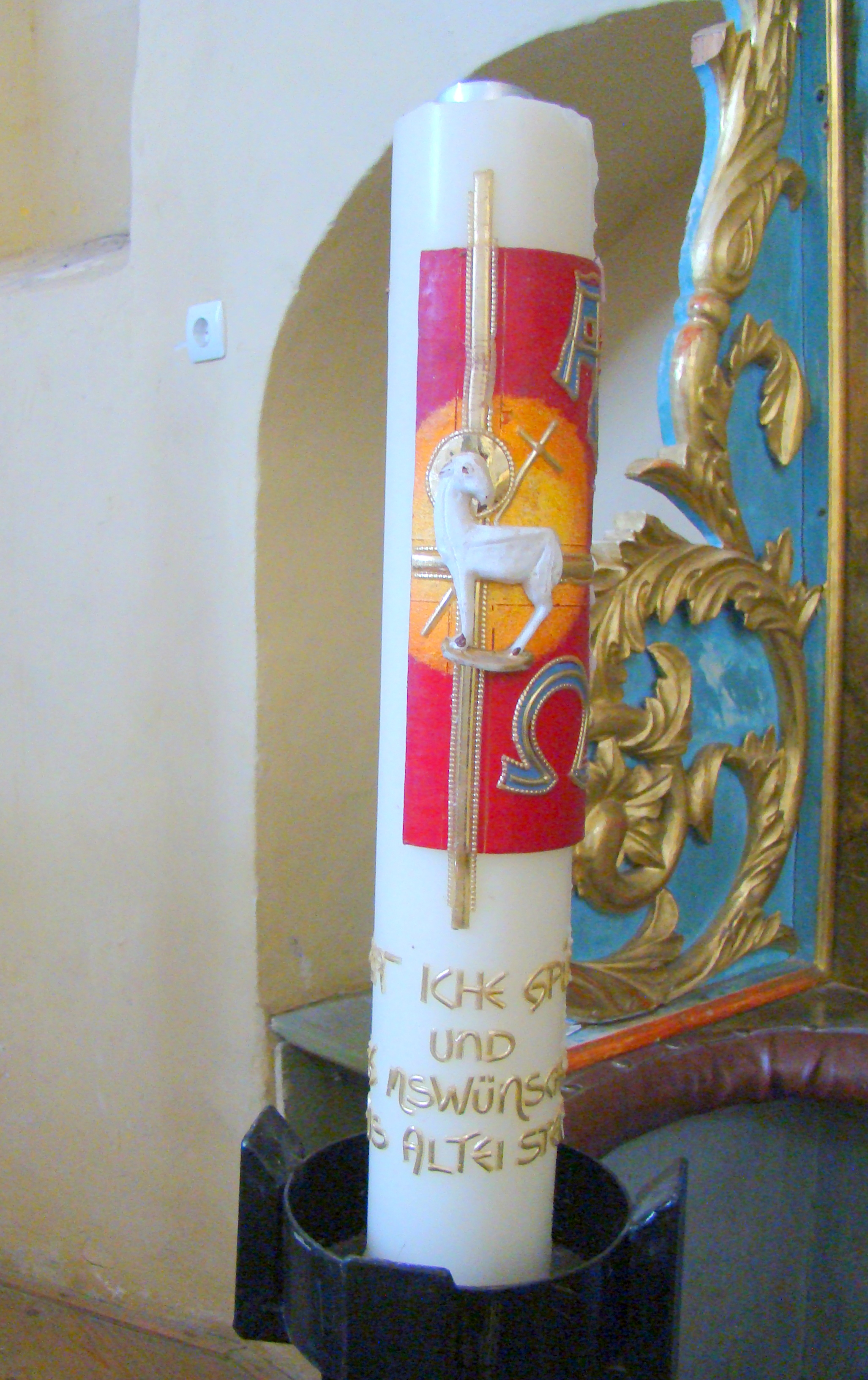
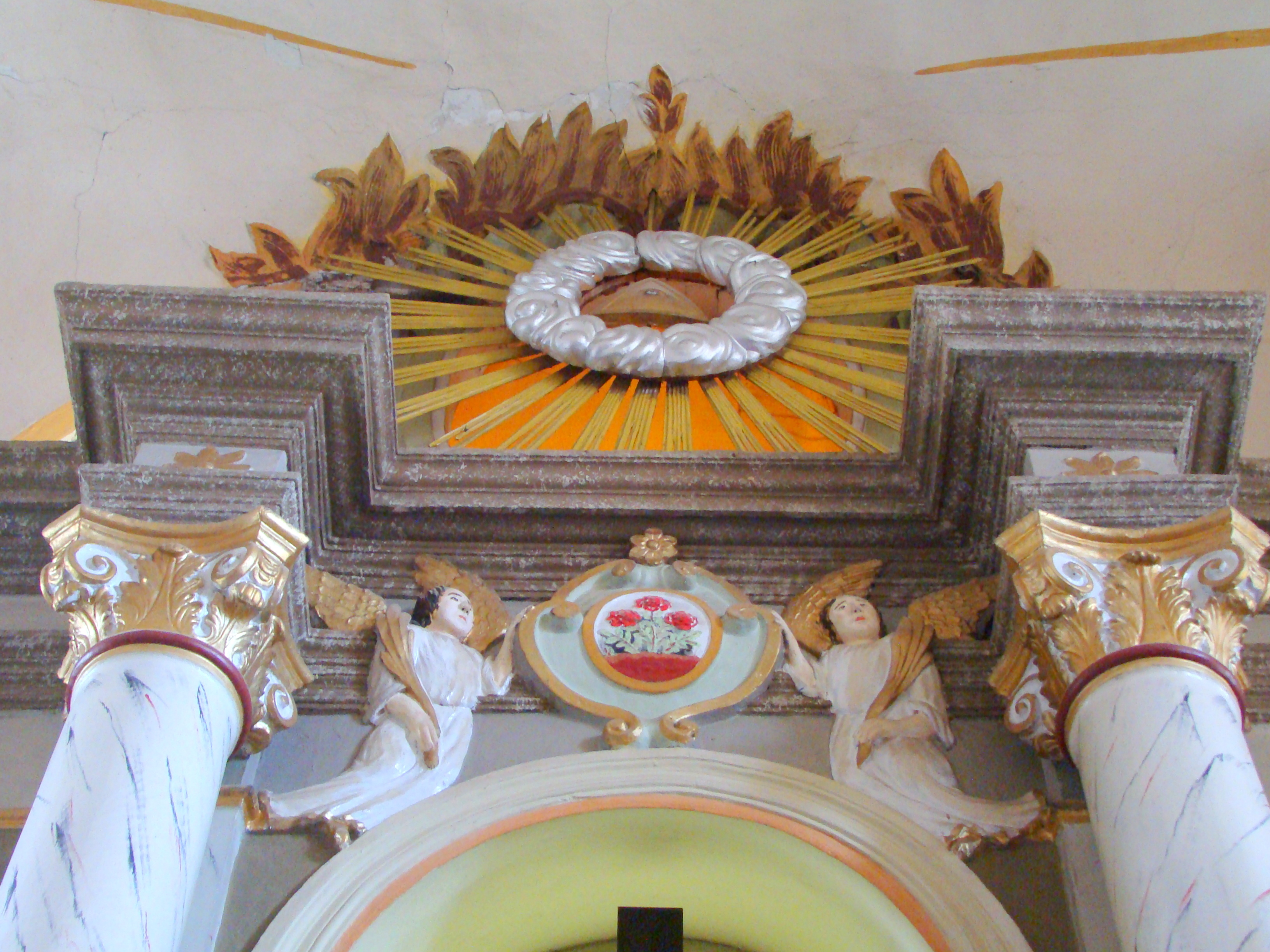
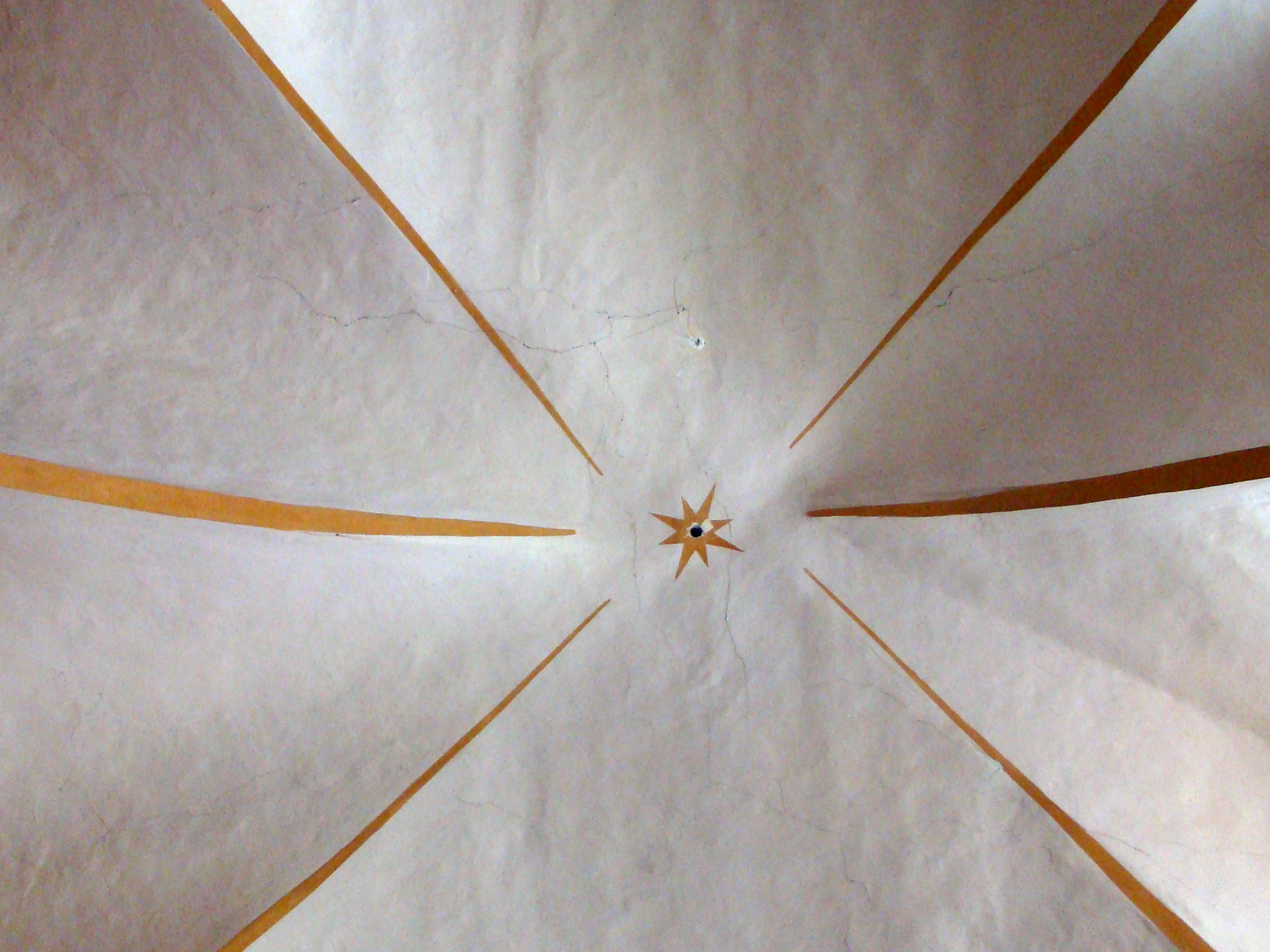
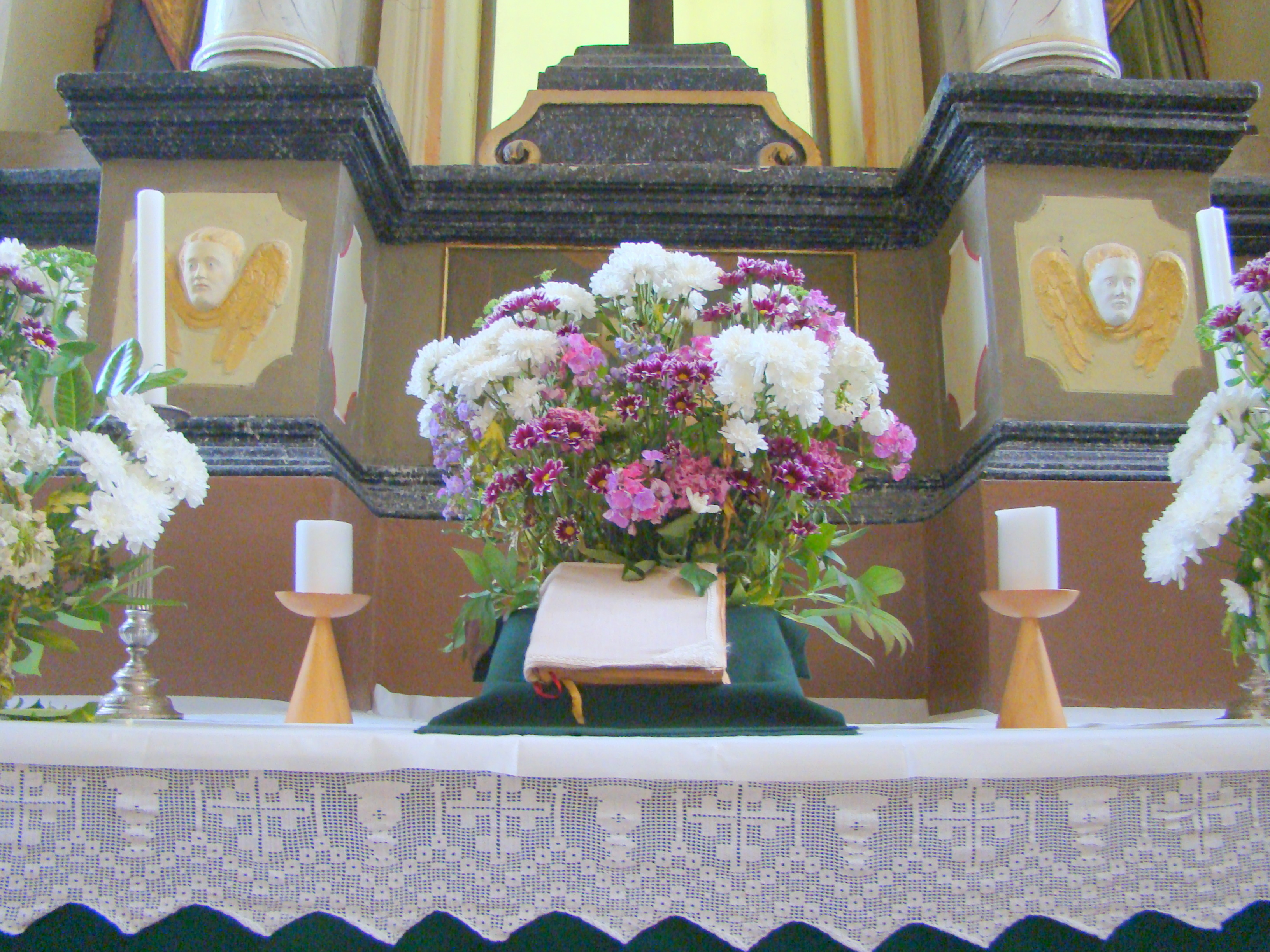
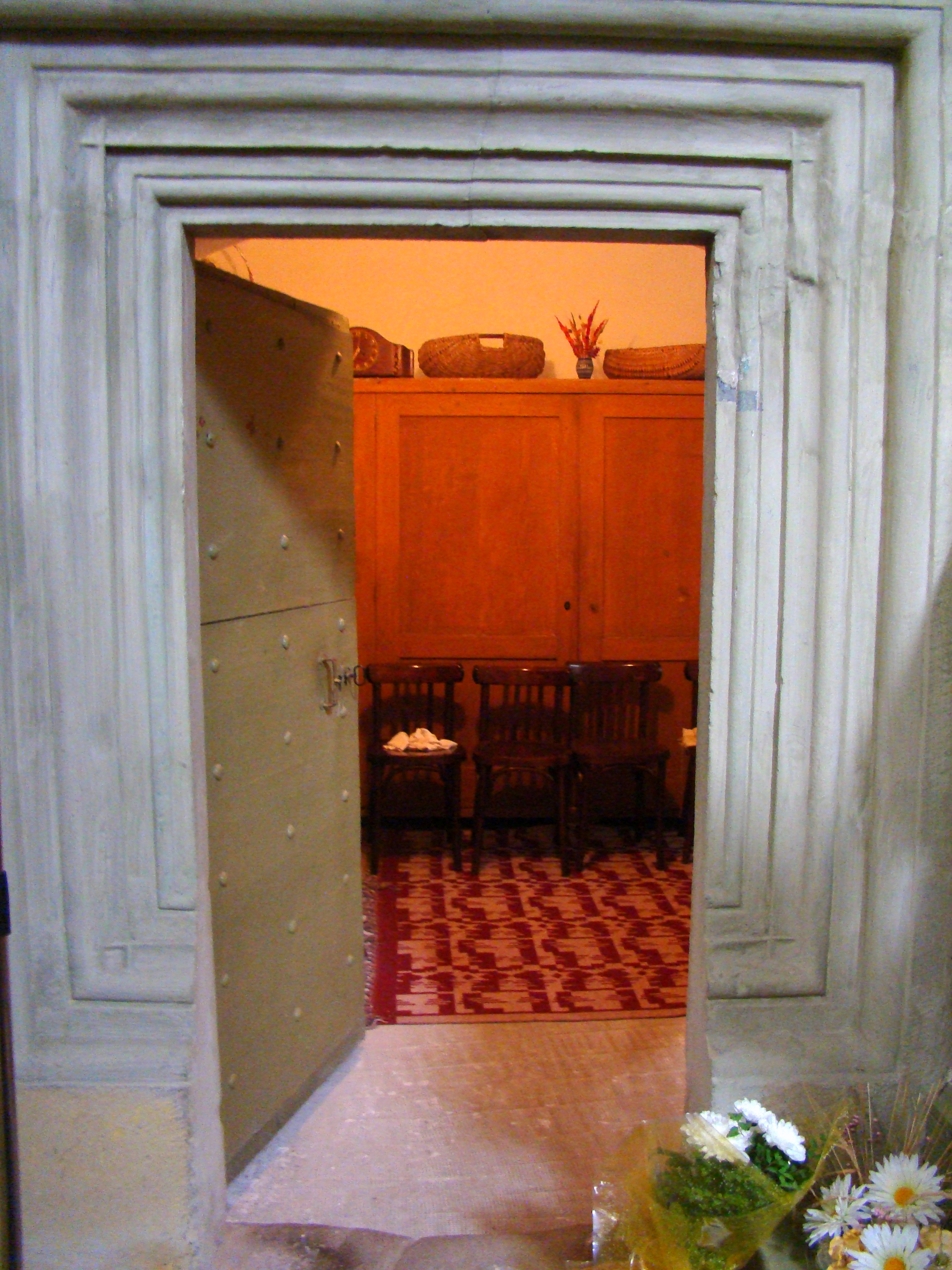
Portalul renascentist al intrării în sacristie
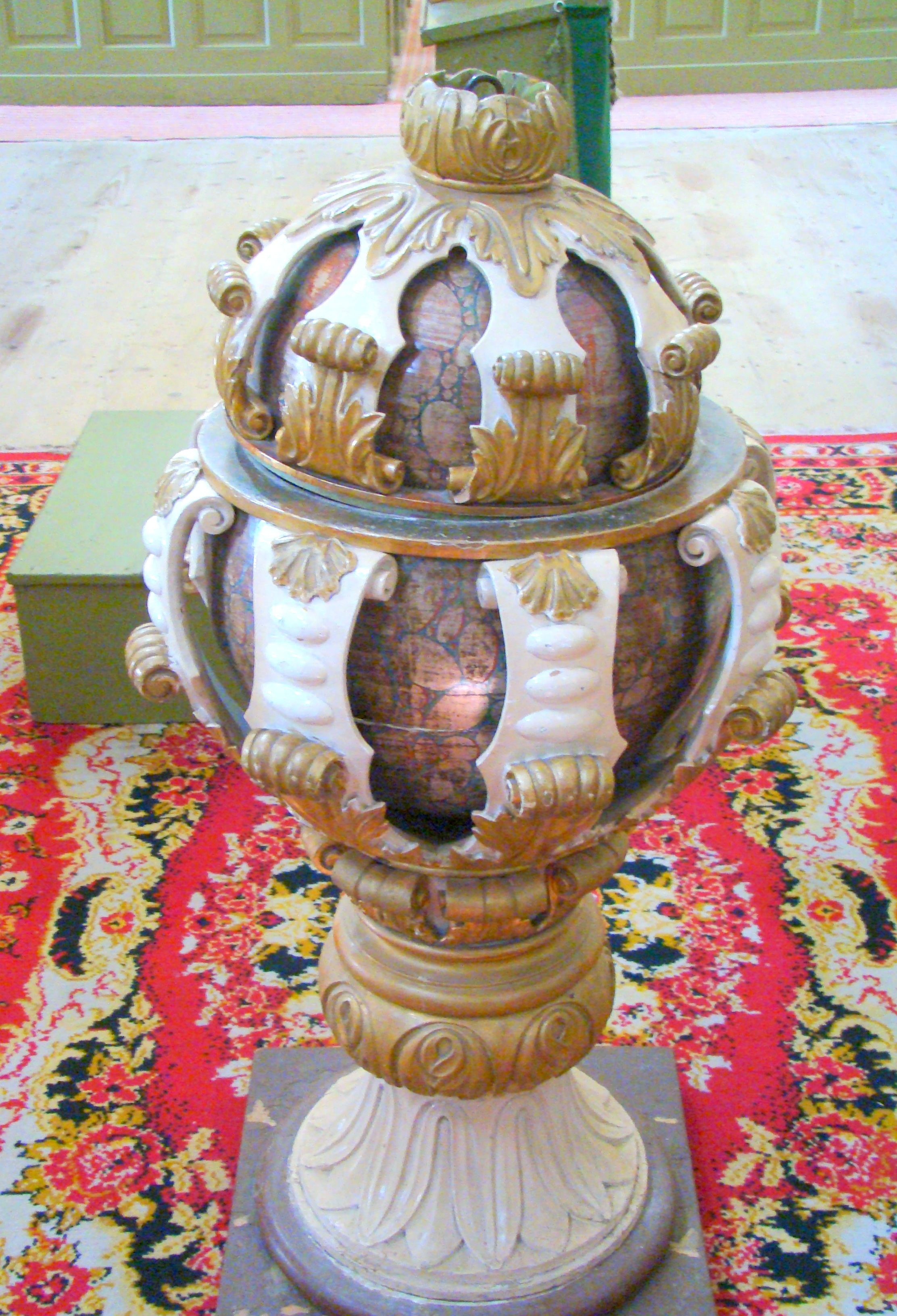
Cristelnița din 1854
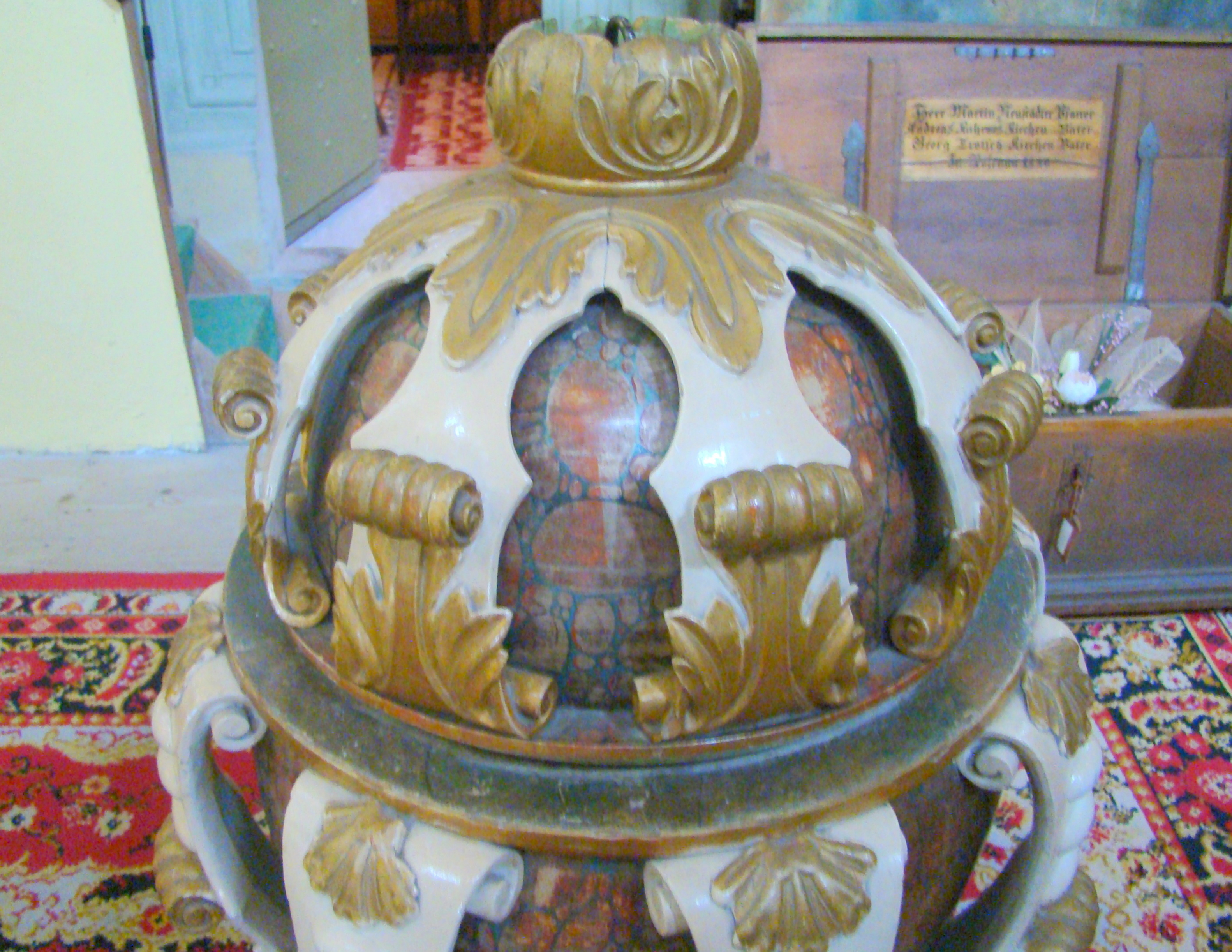
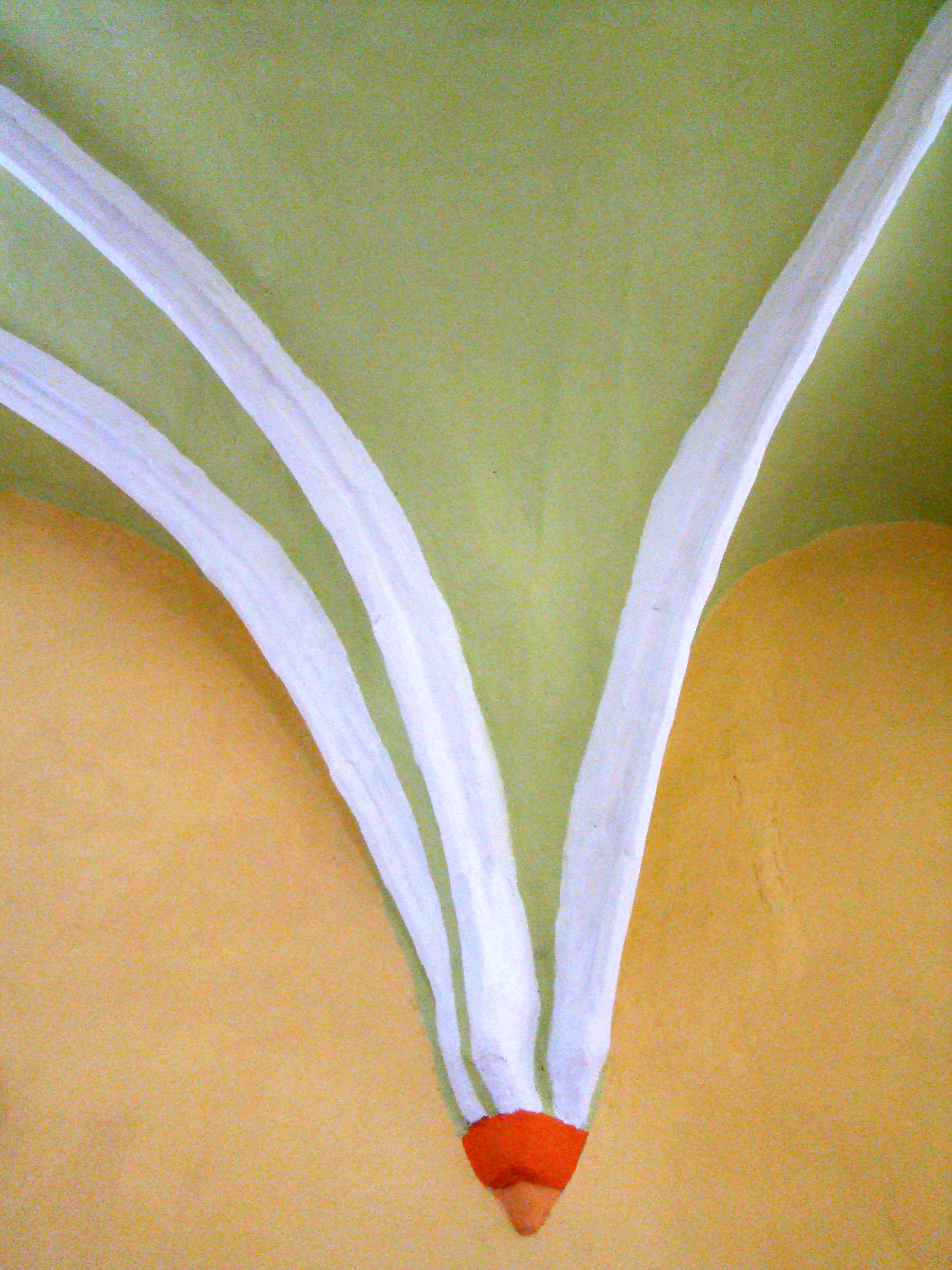
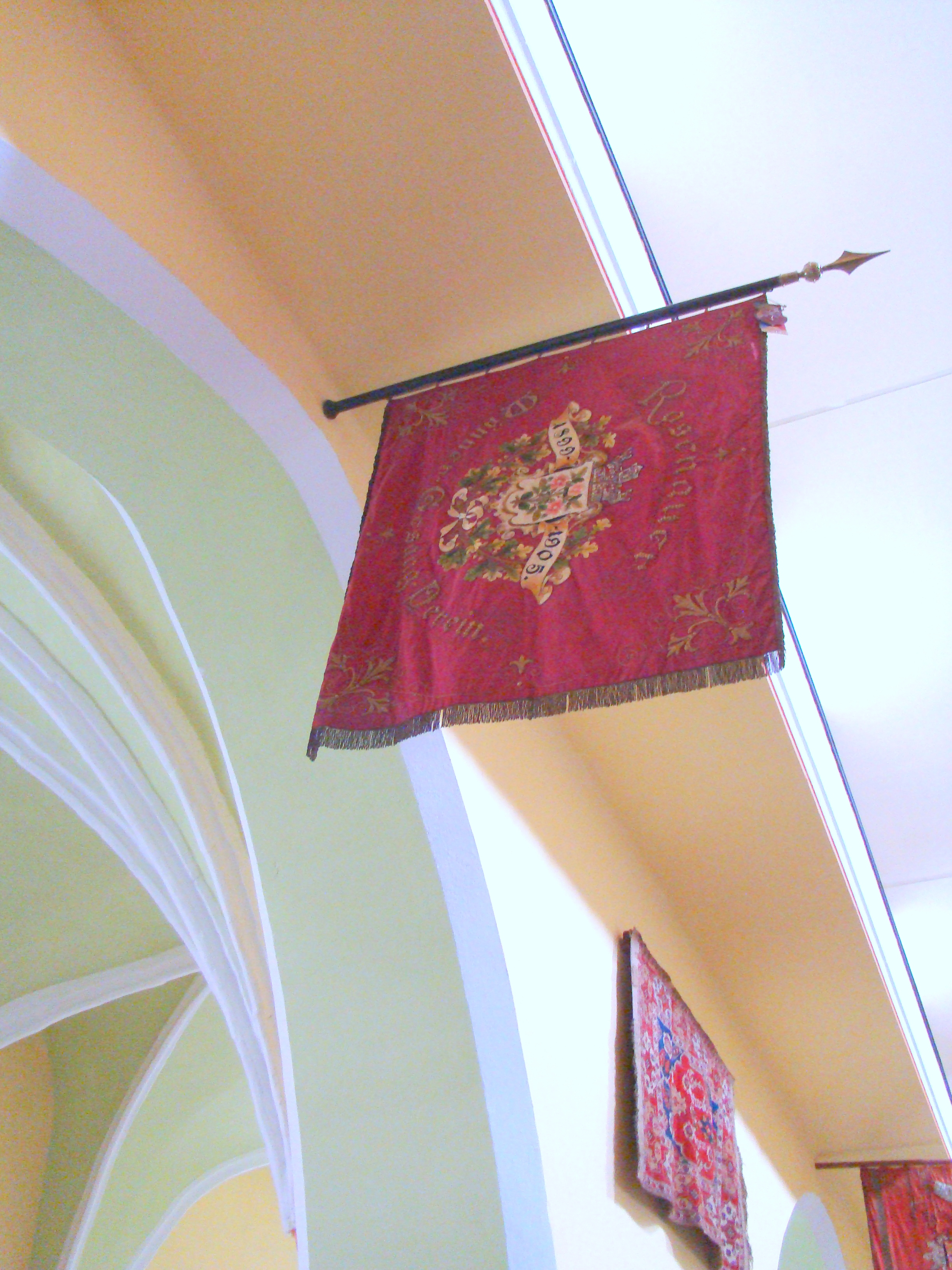
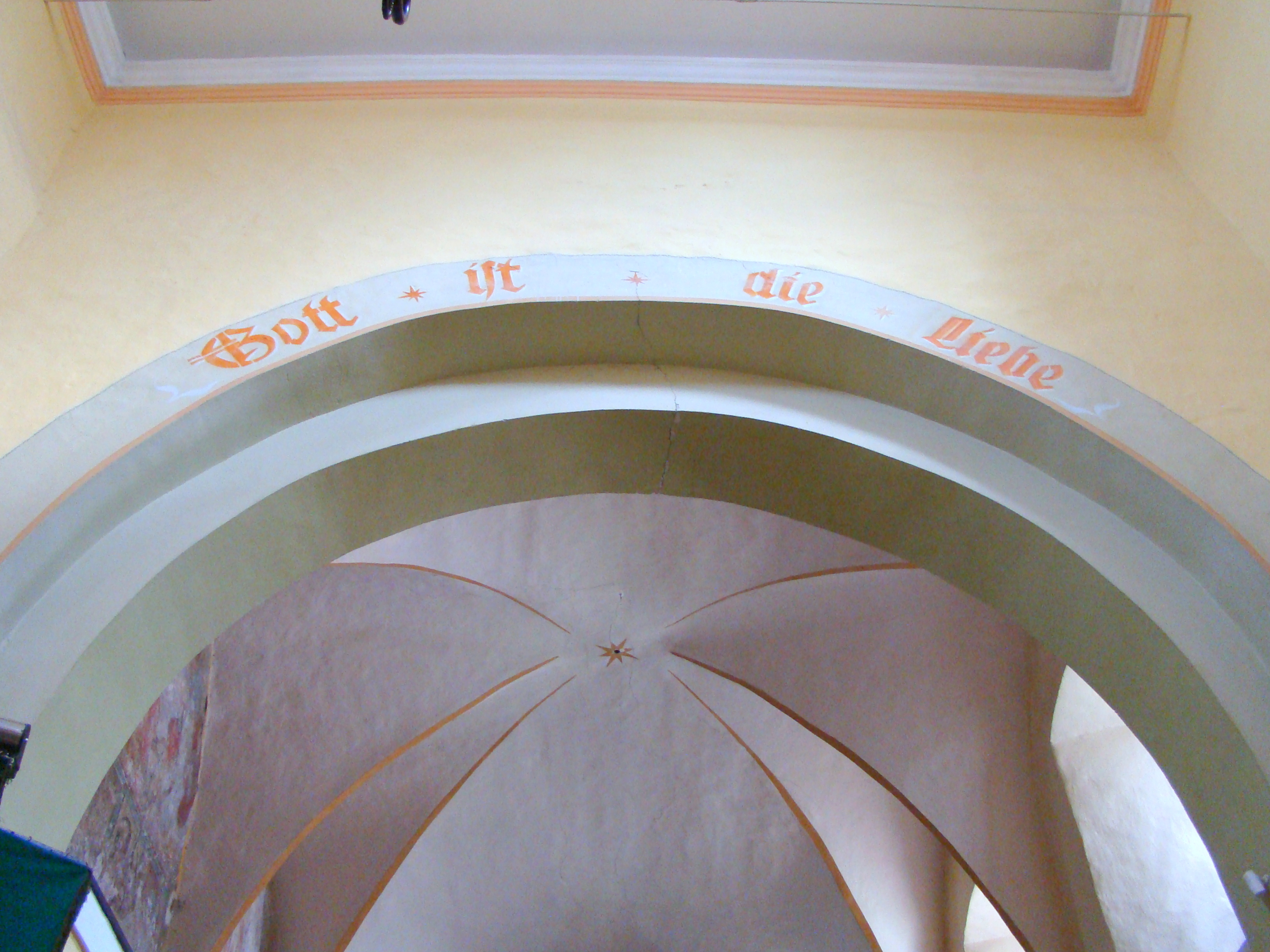
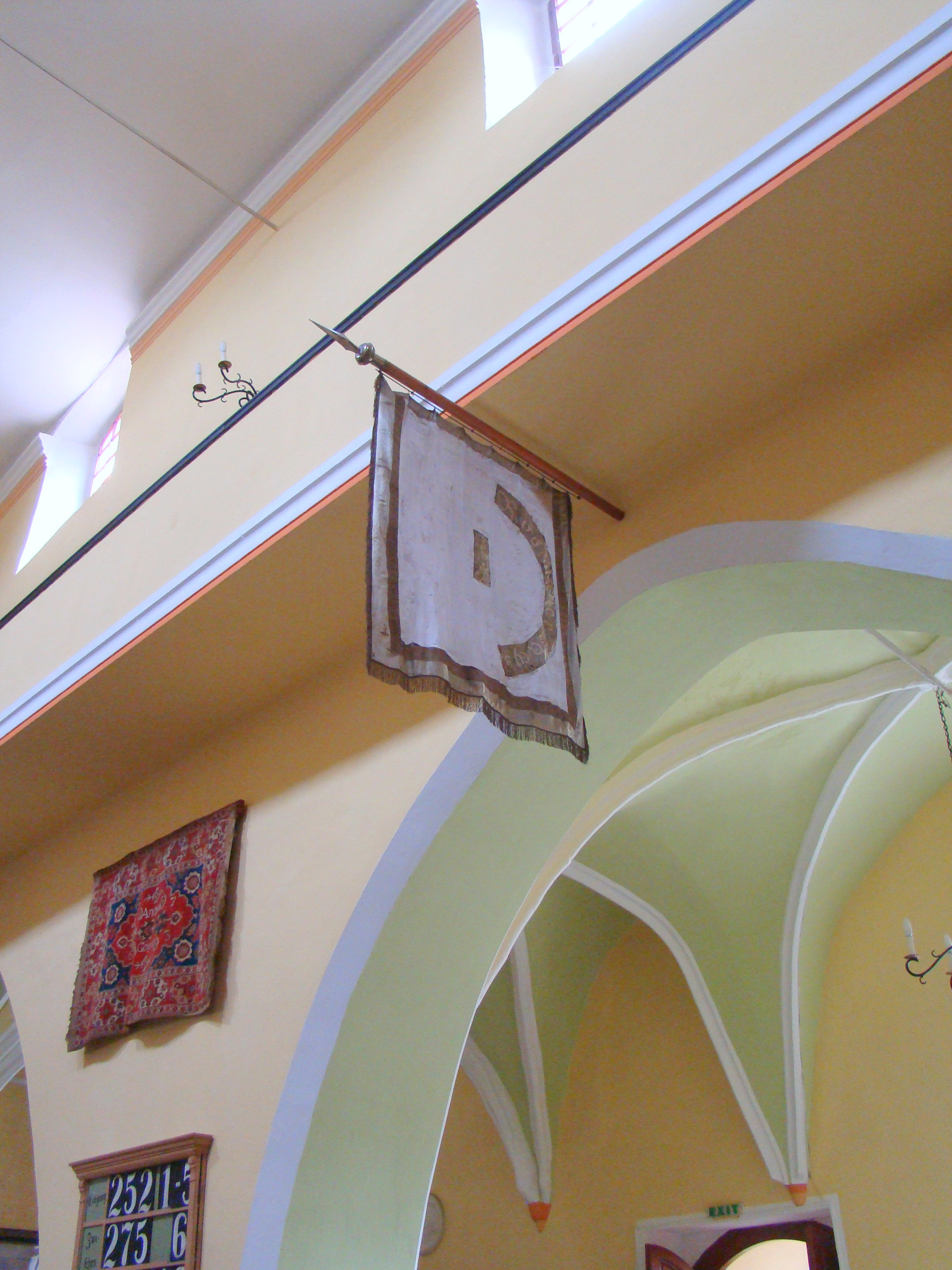
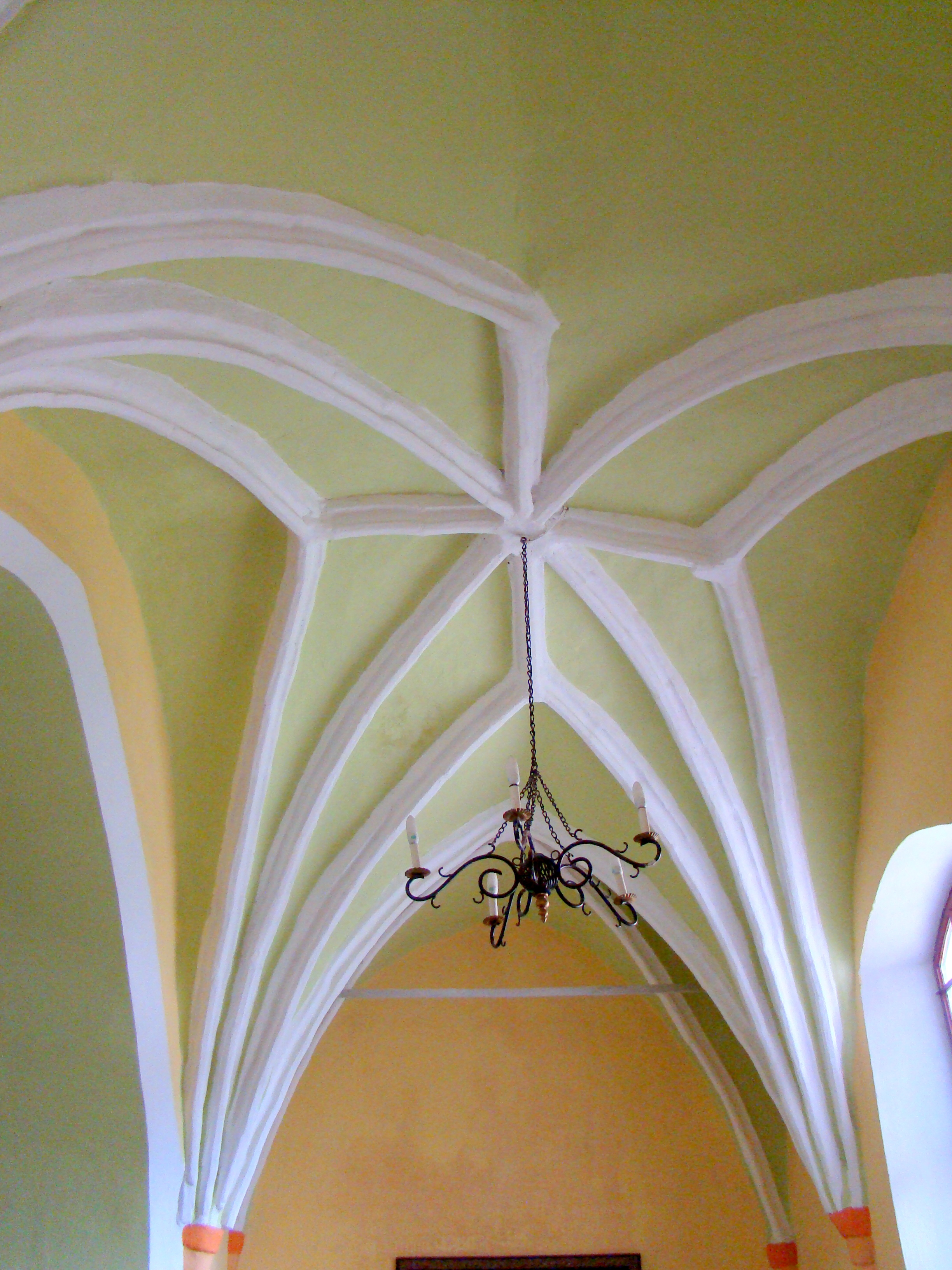
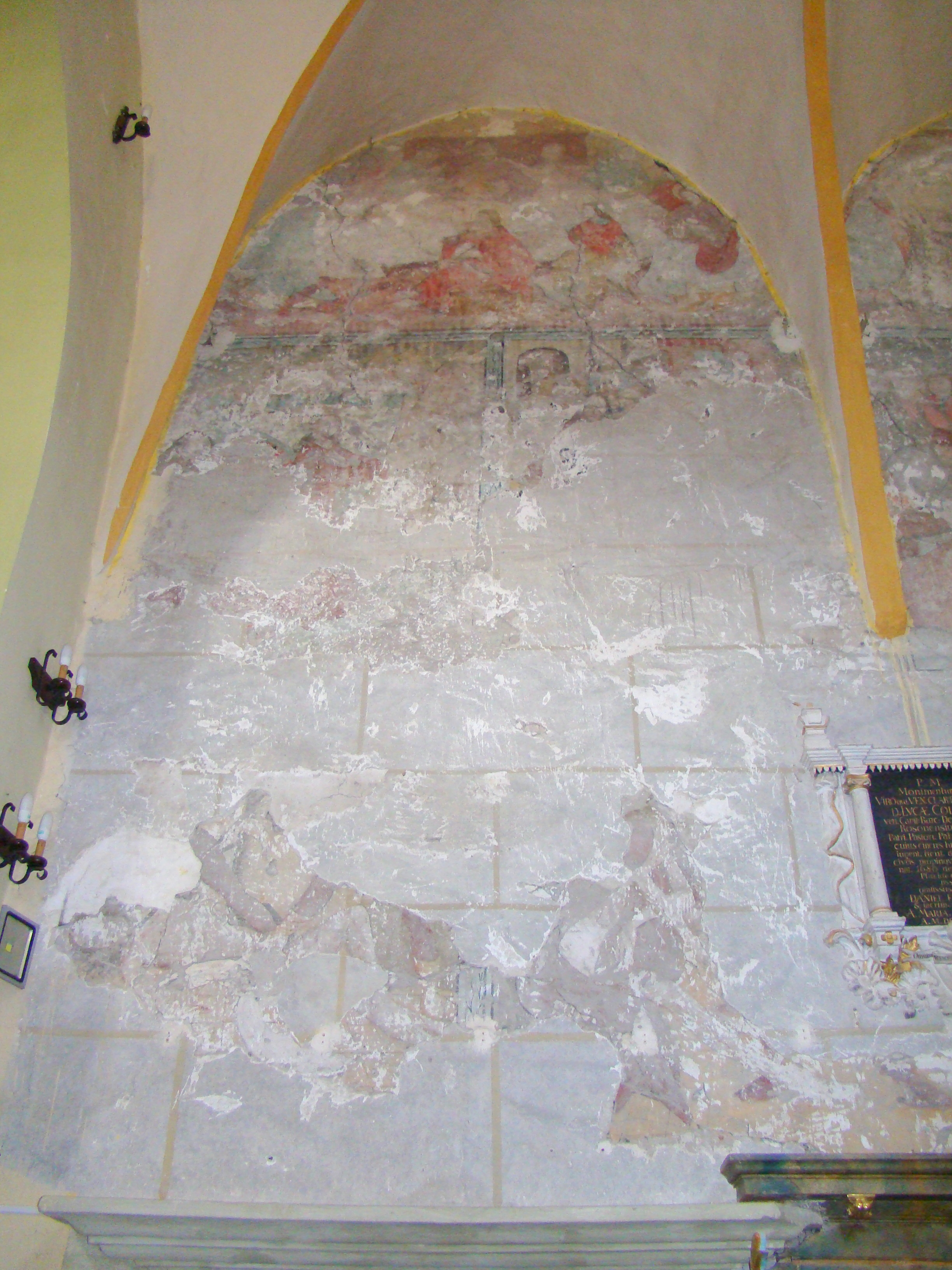
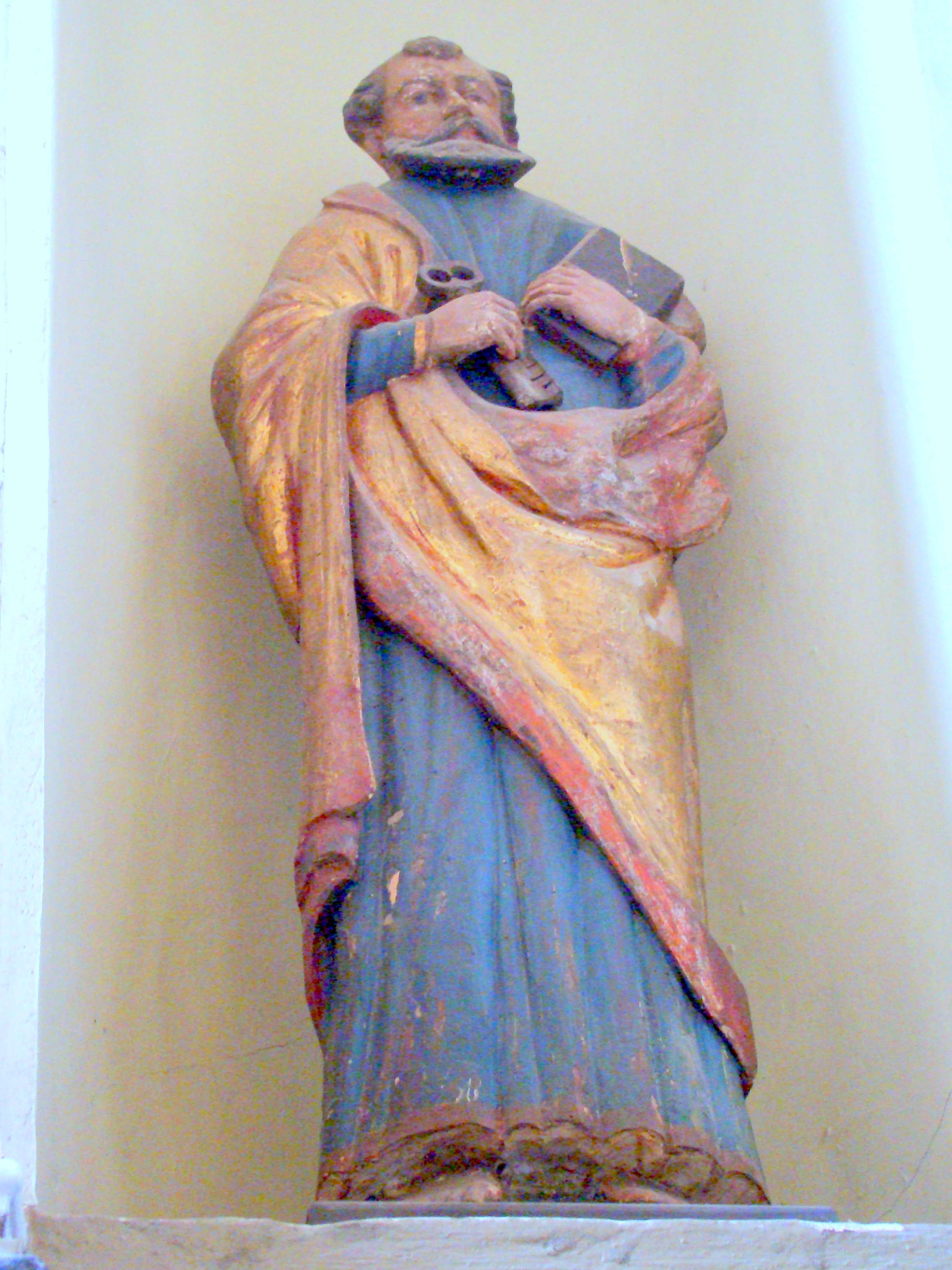
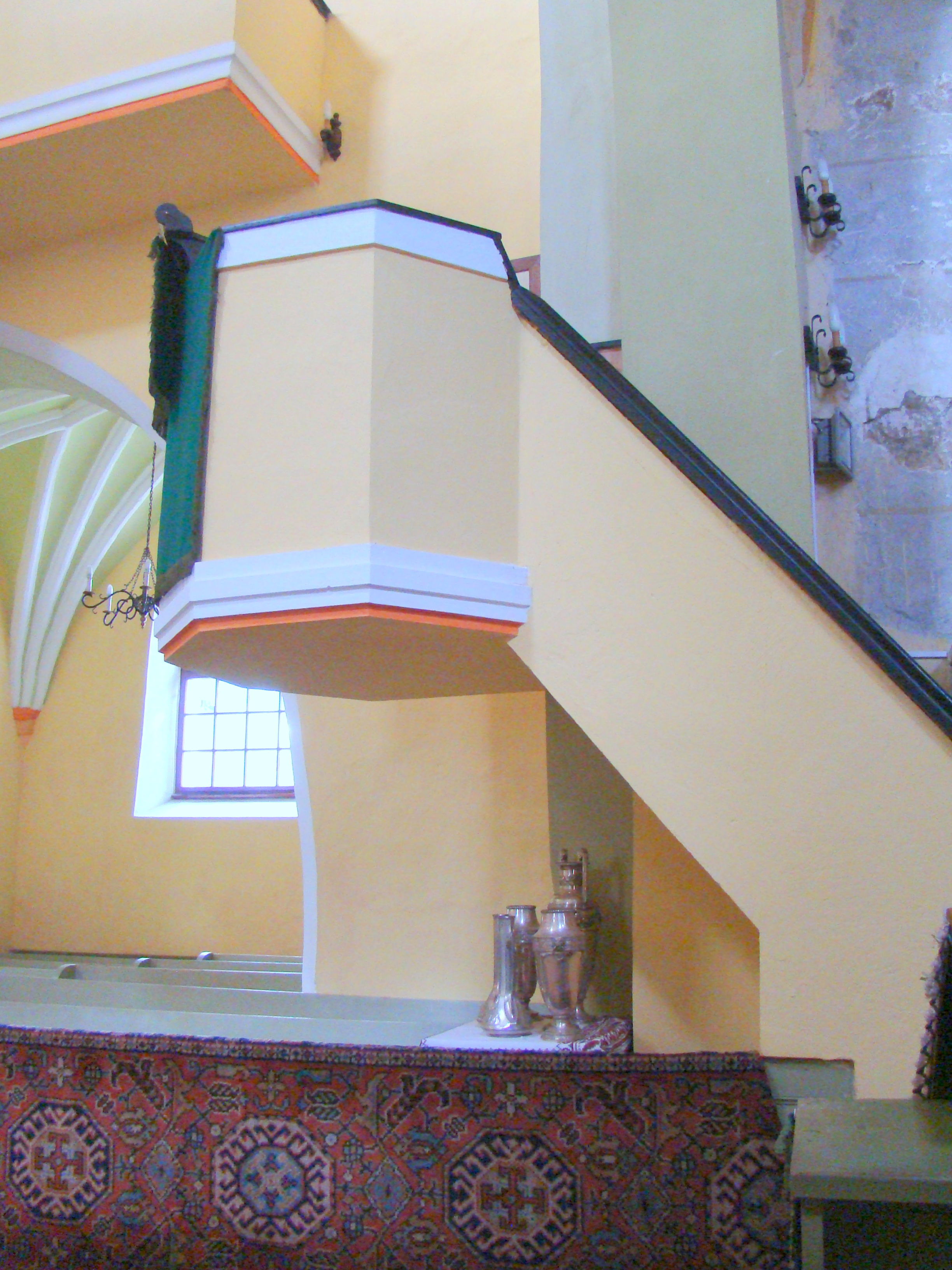
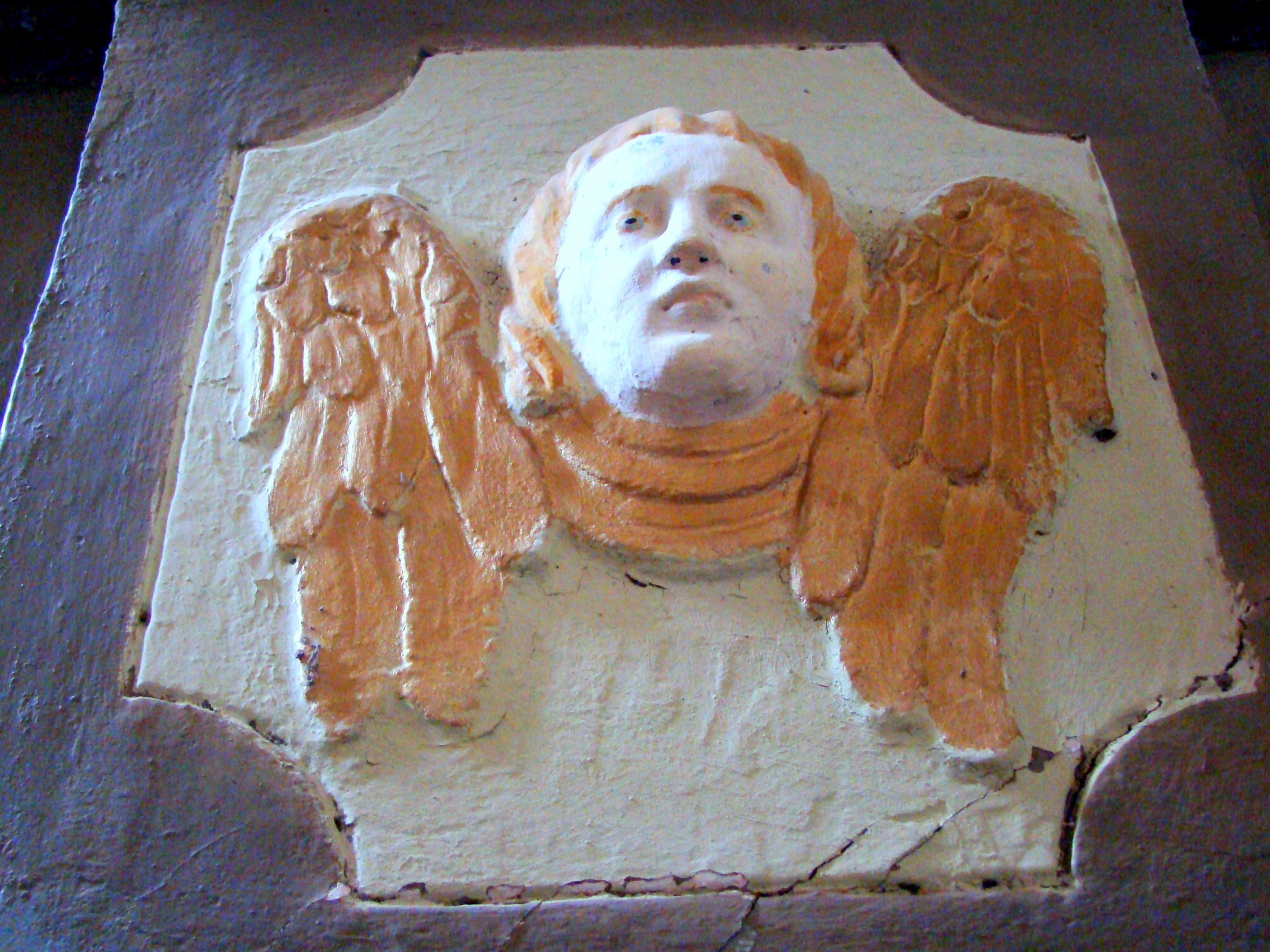
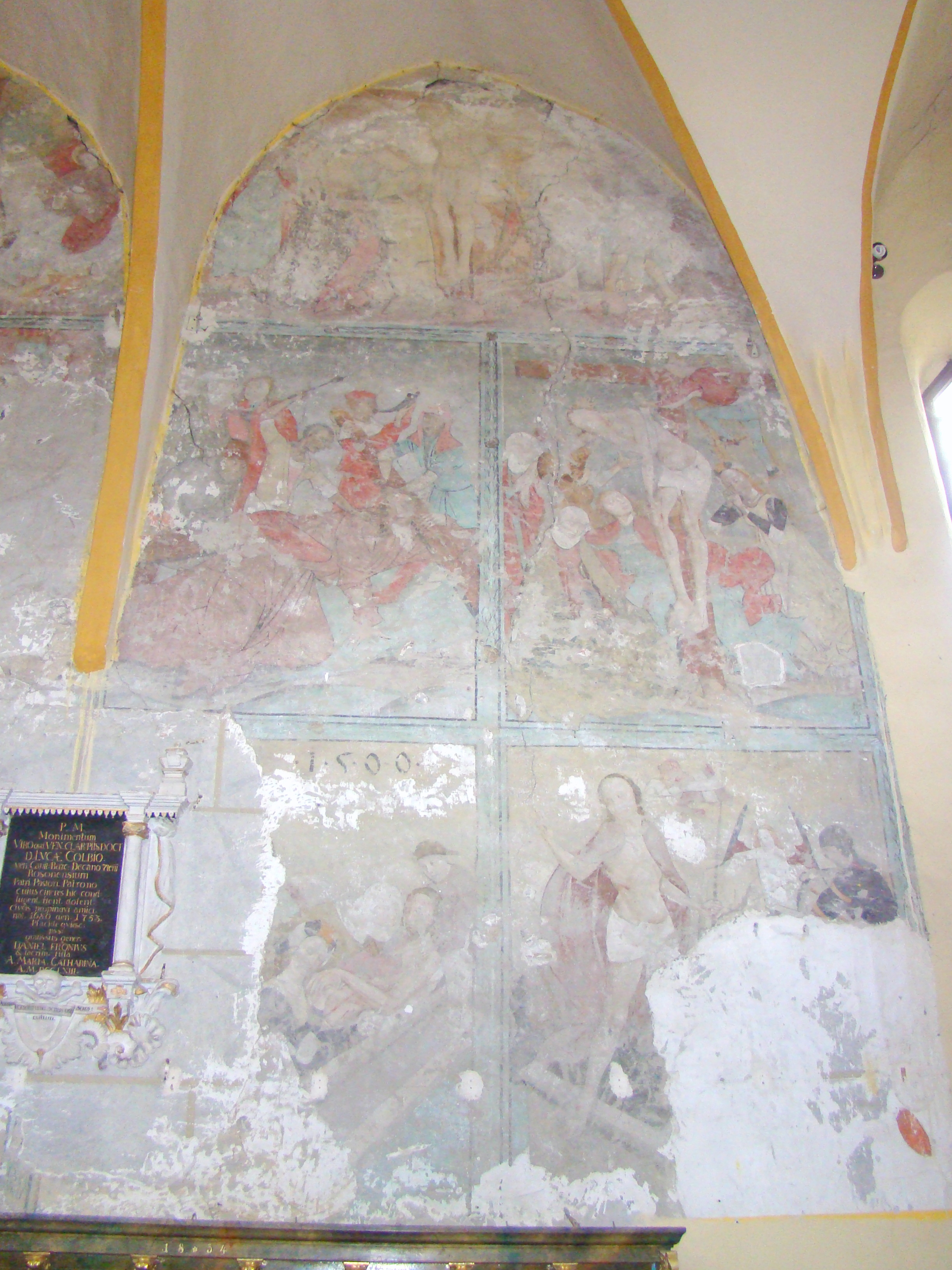
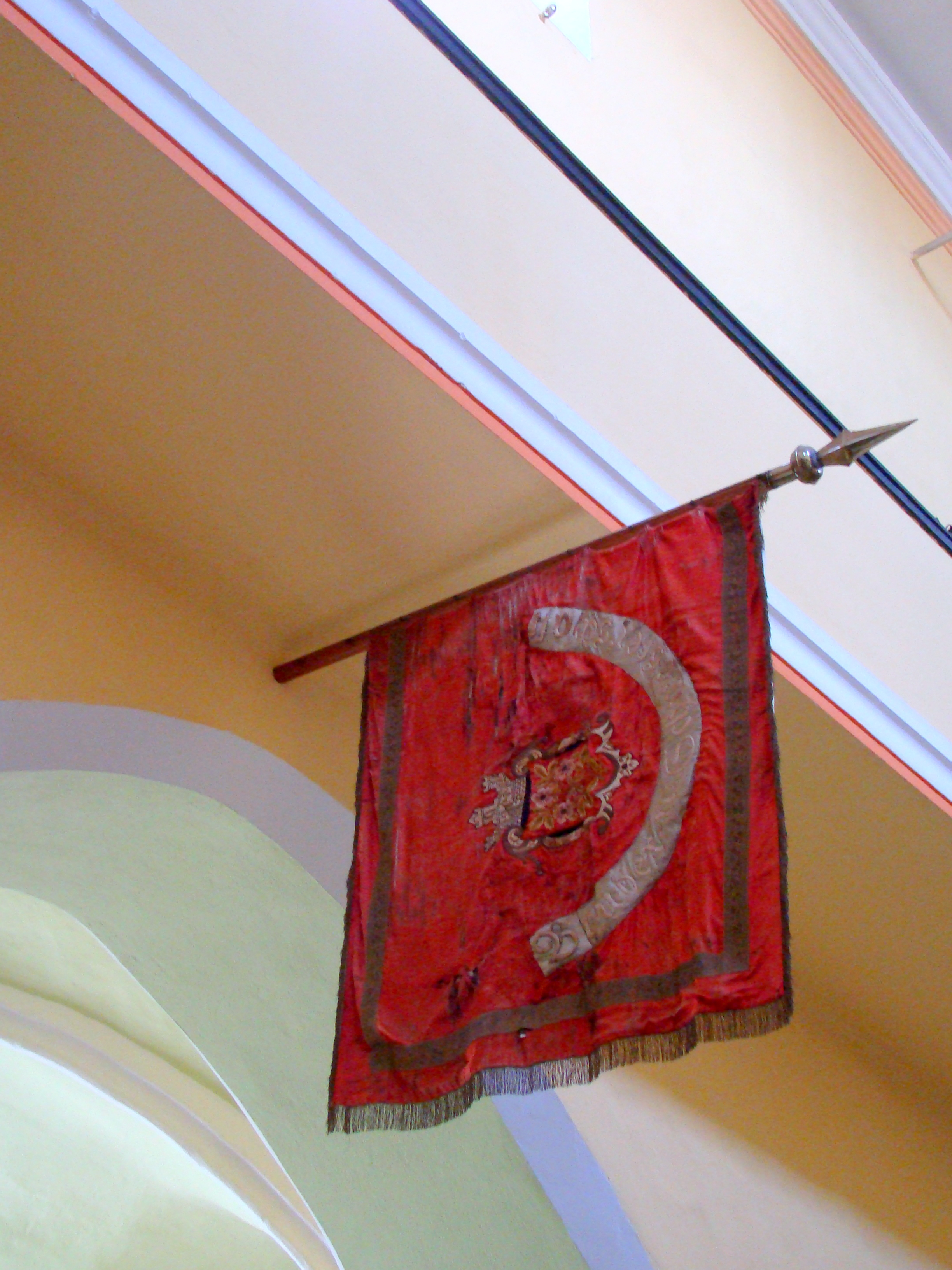
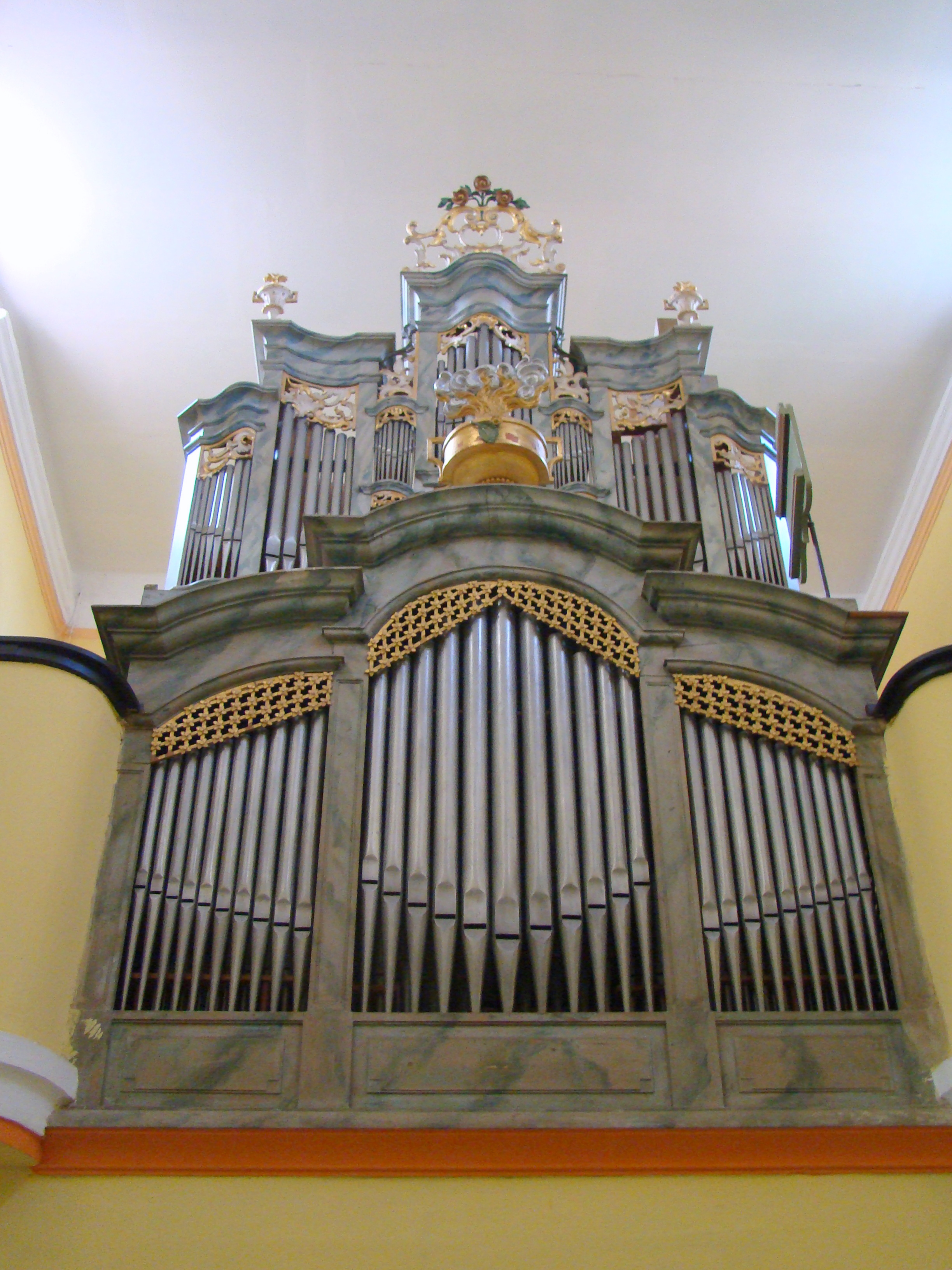
Orga realizată de meșterul silezian Johannes Prause în anul 1781
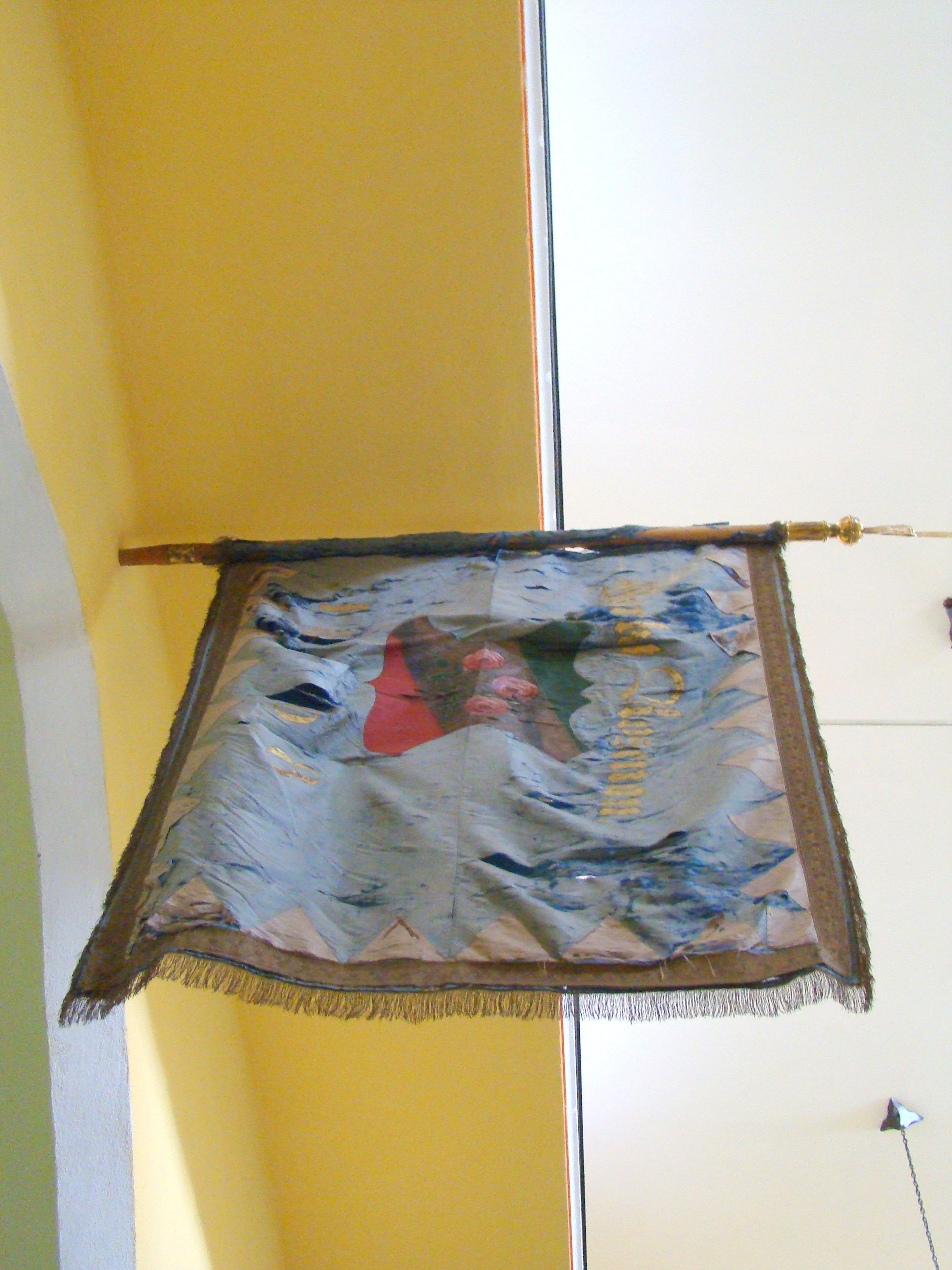
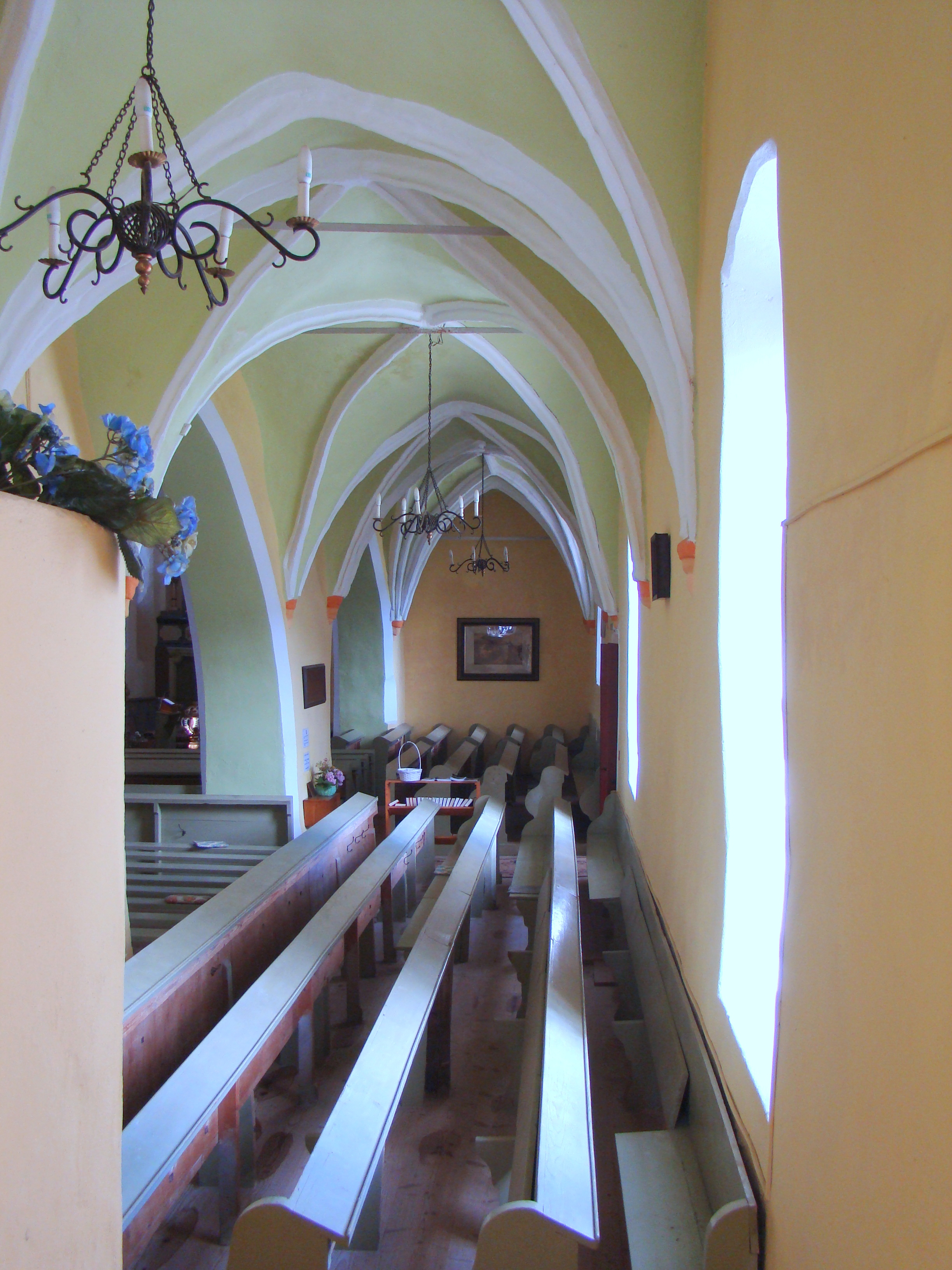

## Imagini din muzeul etnografic amenajat în interiorul lăcașului de cult

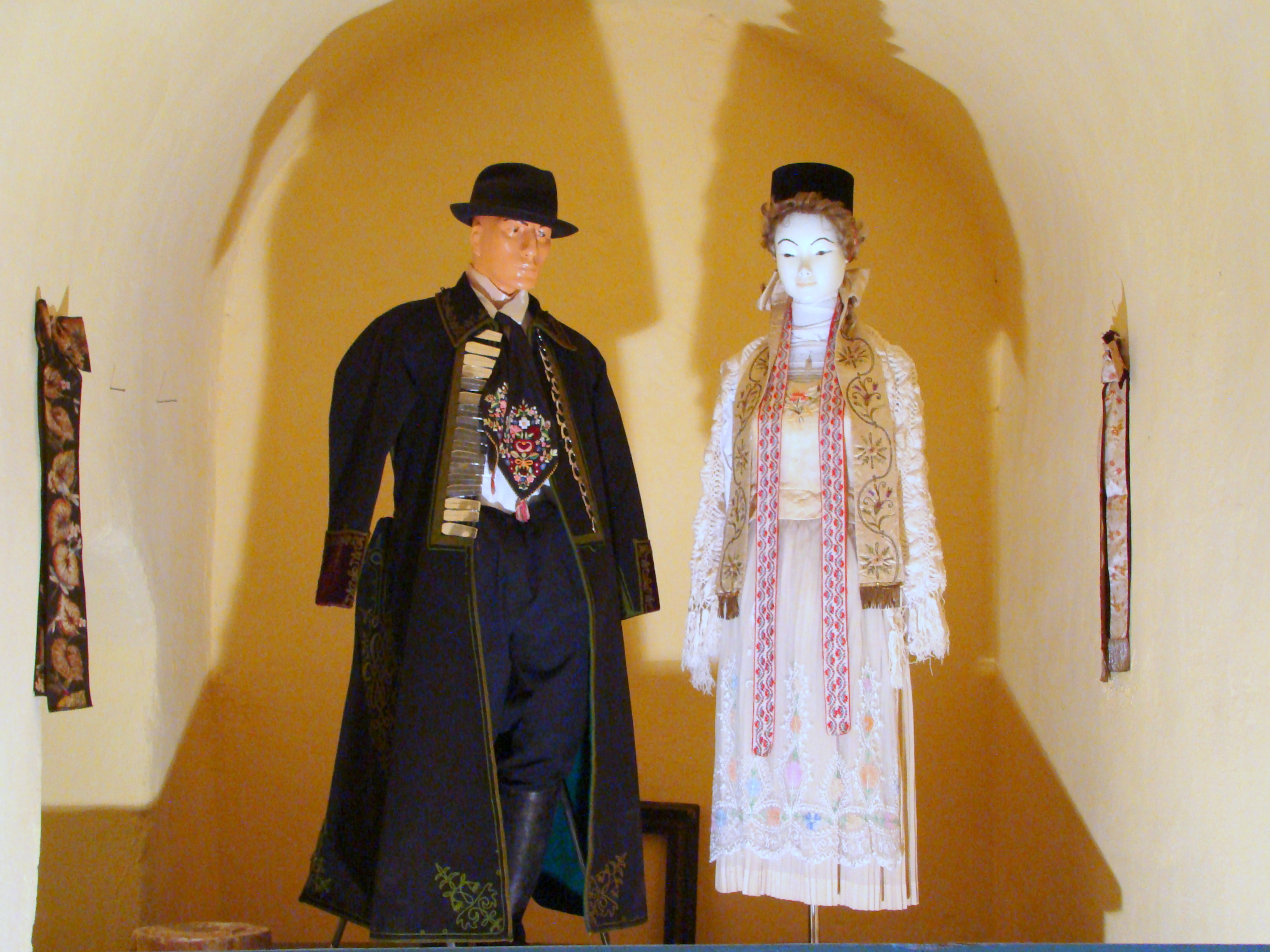
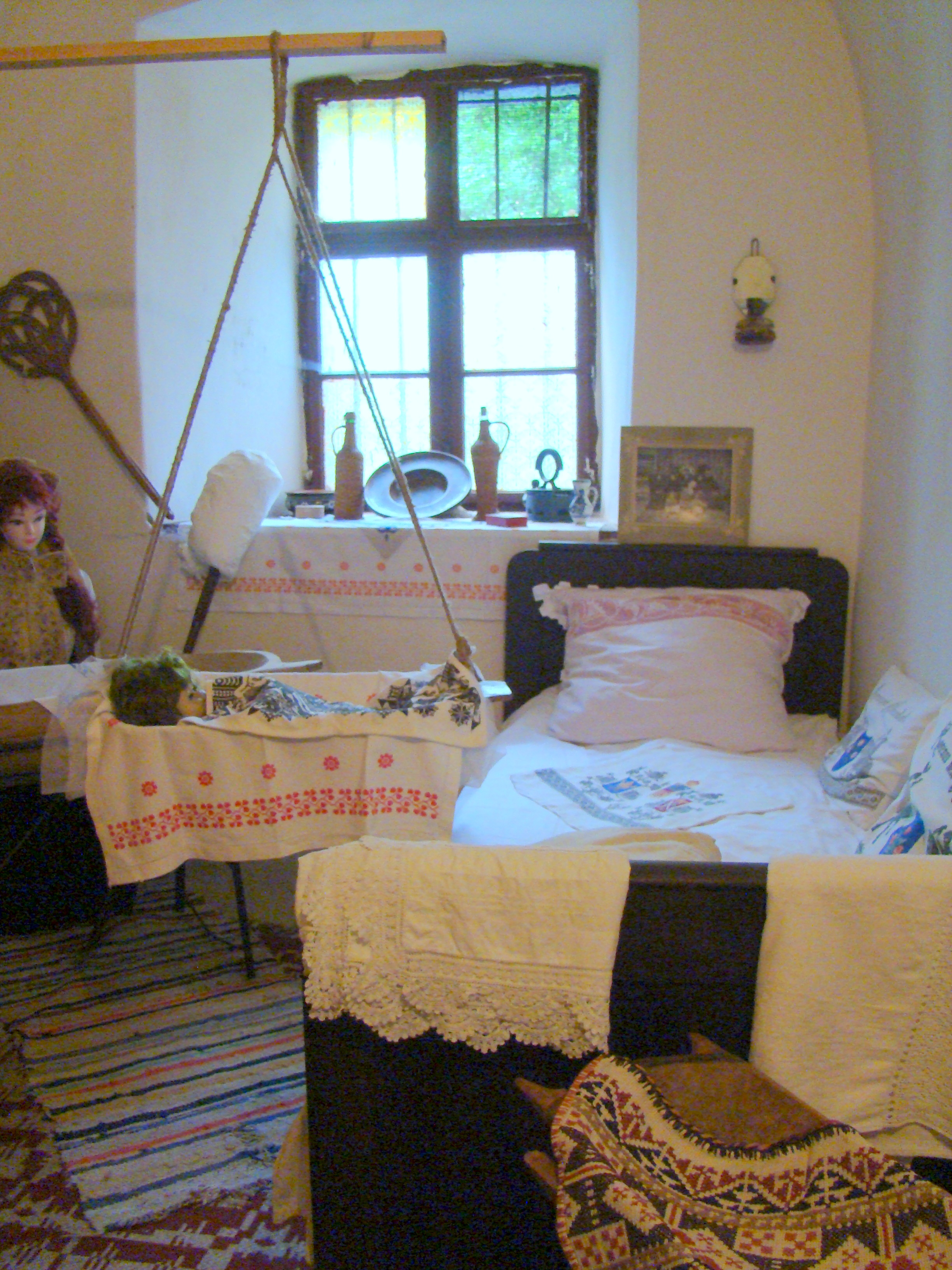
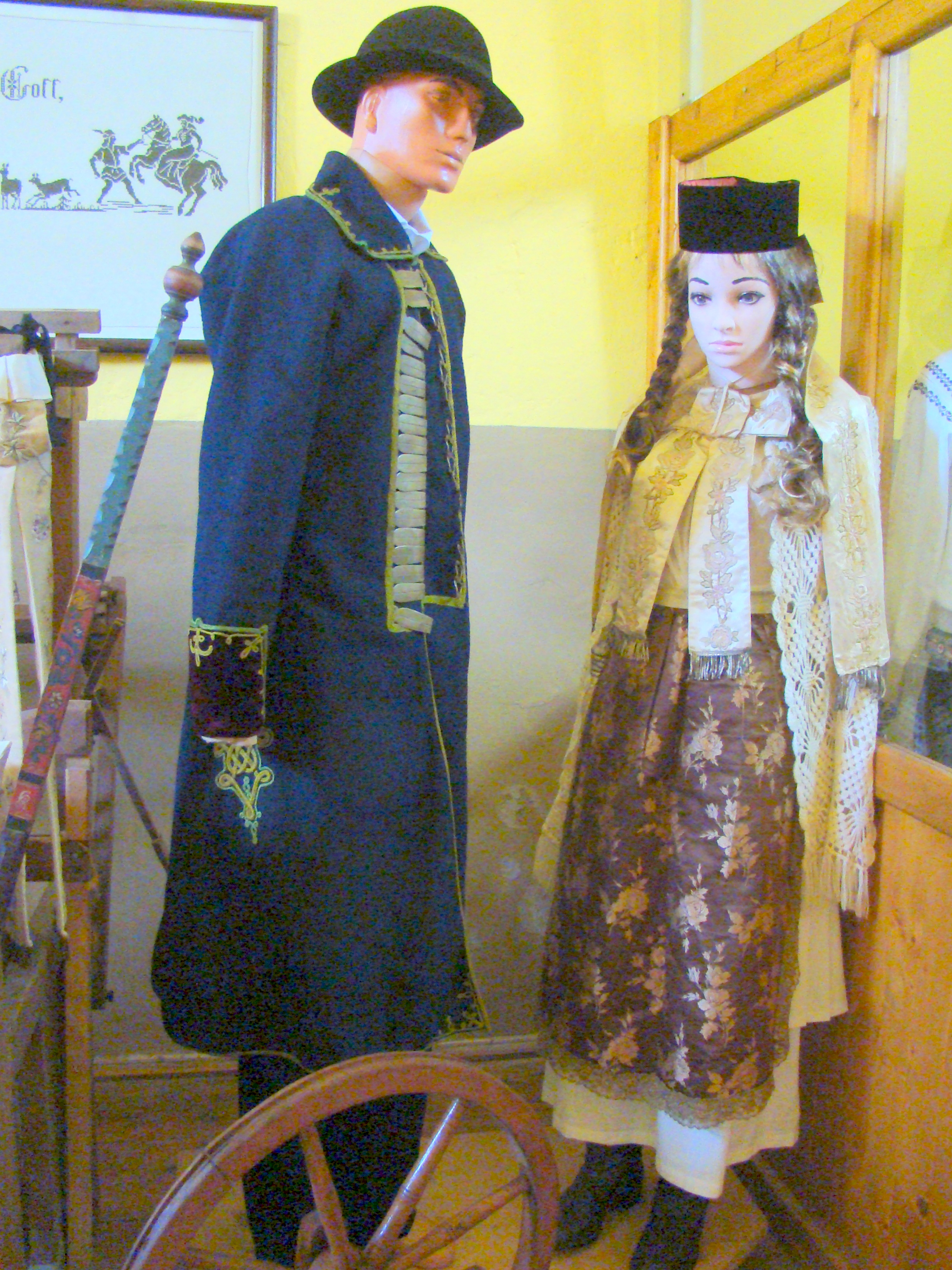
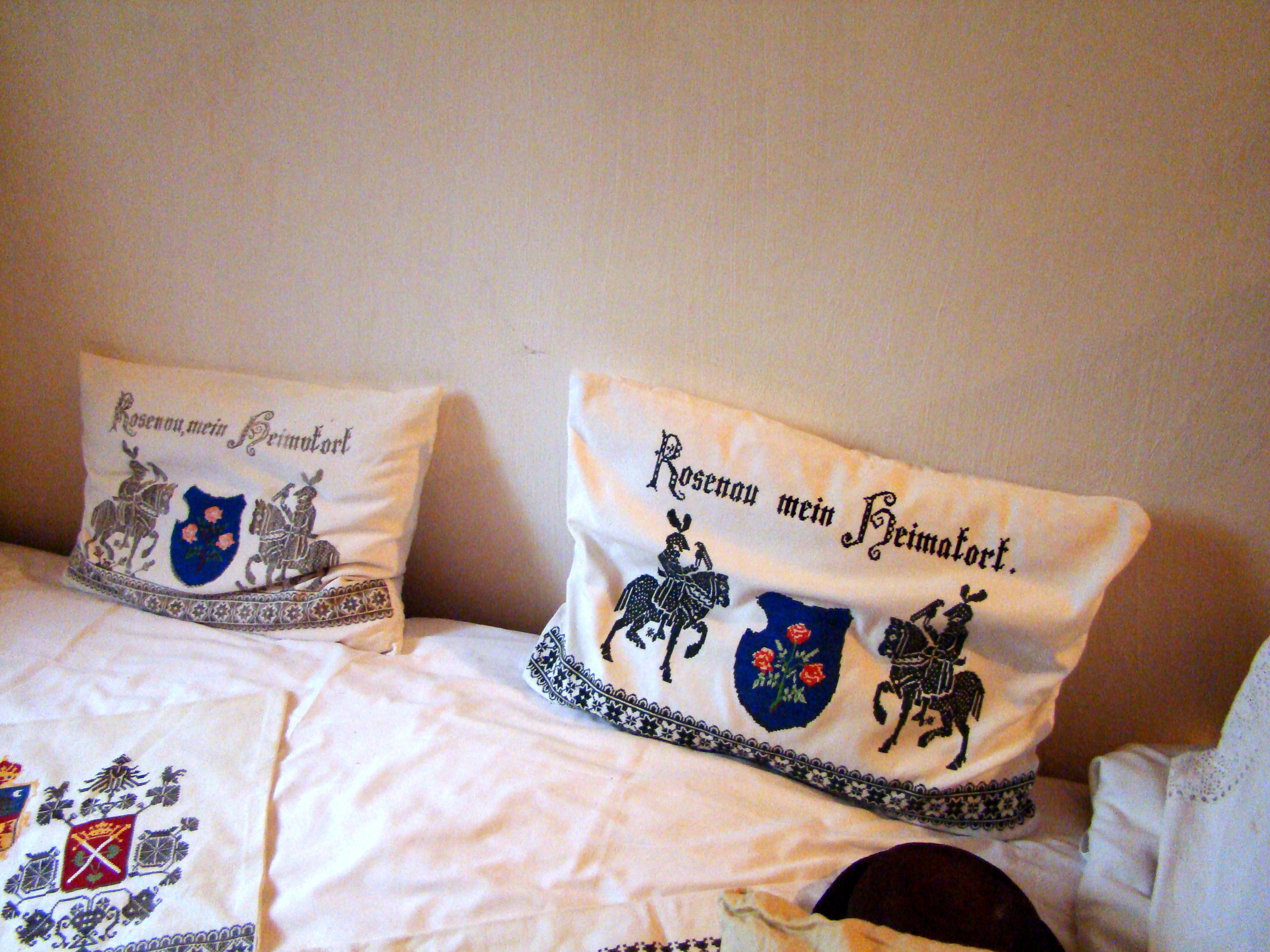
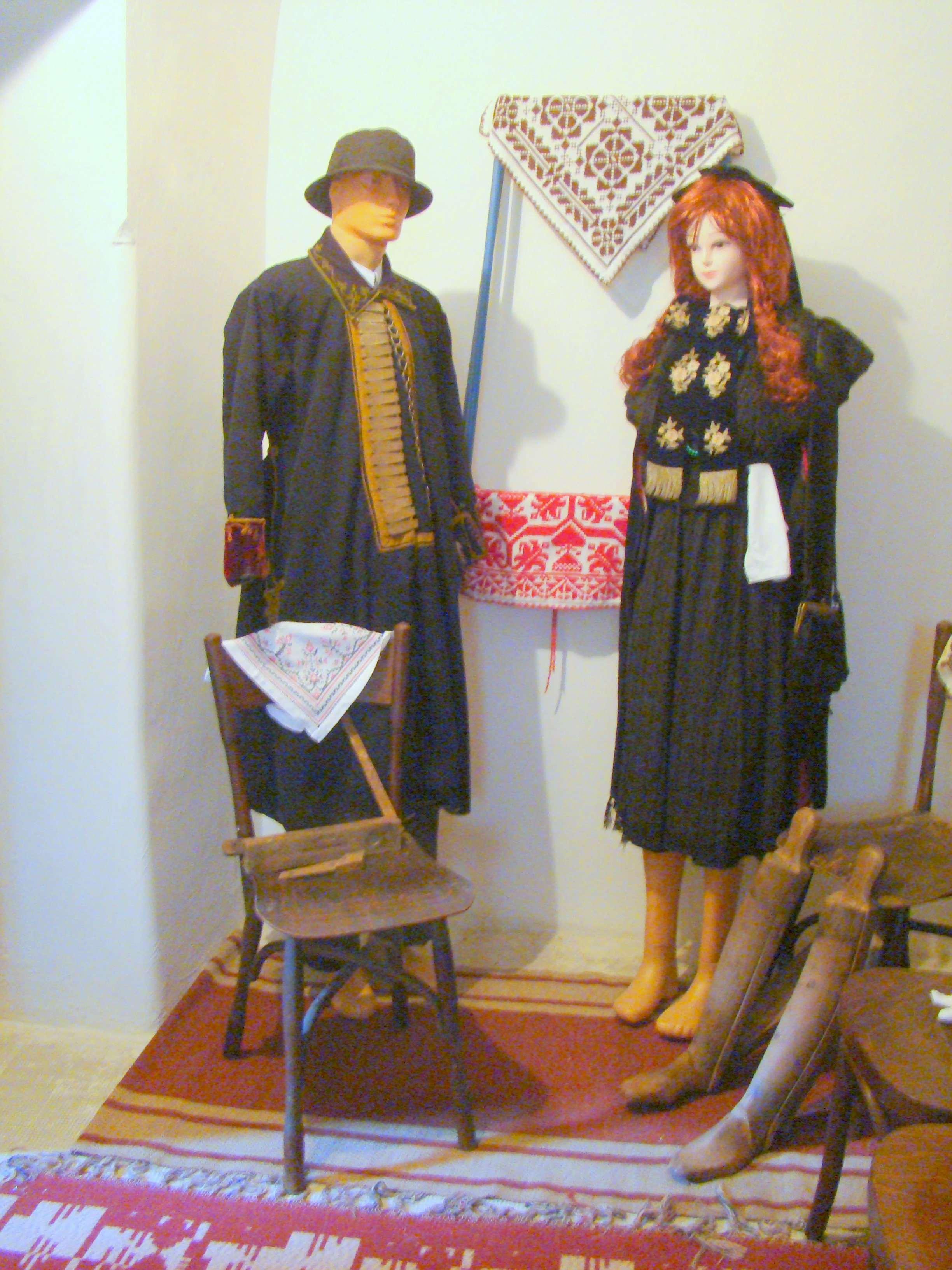
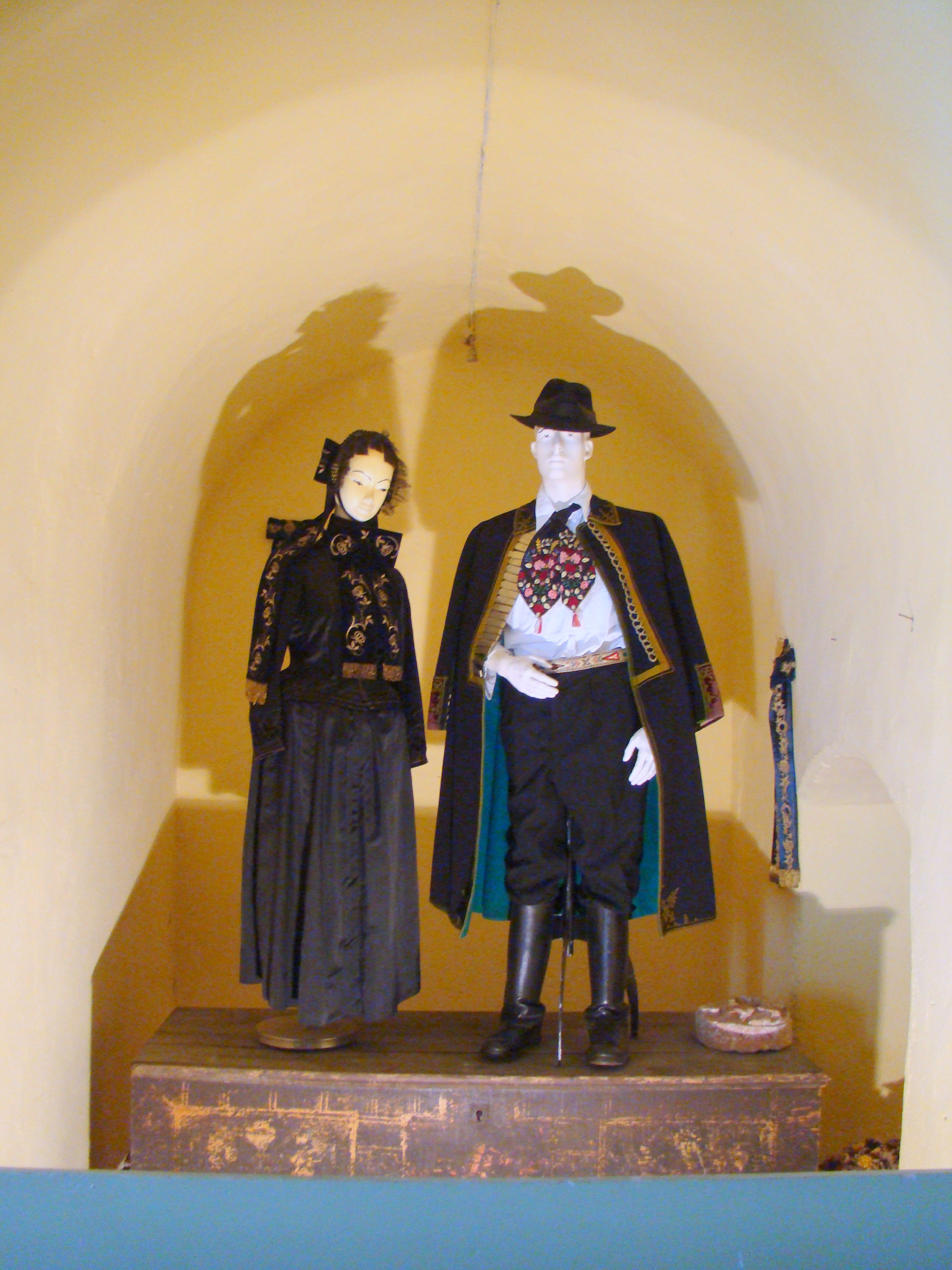
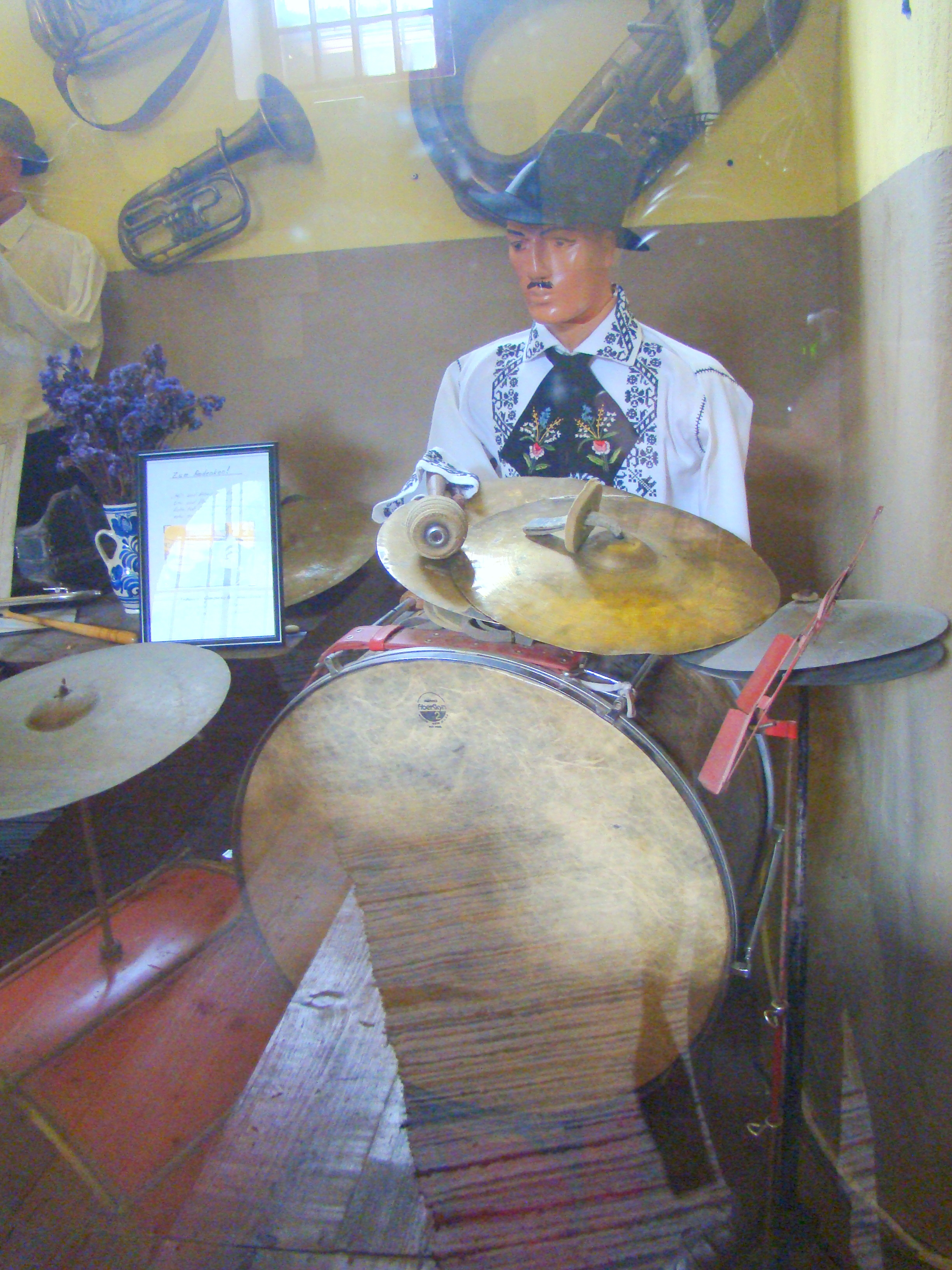
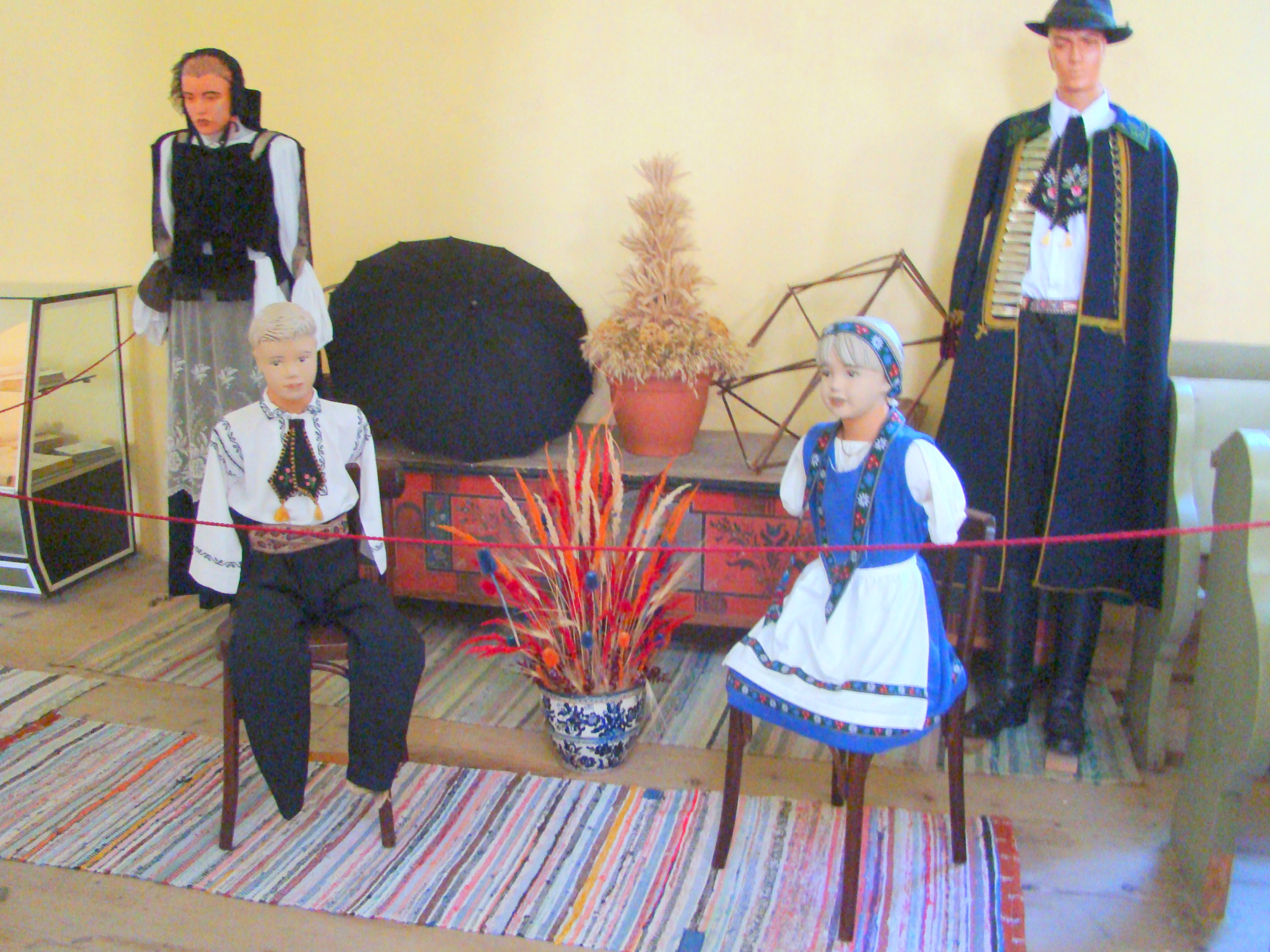
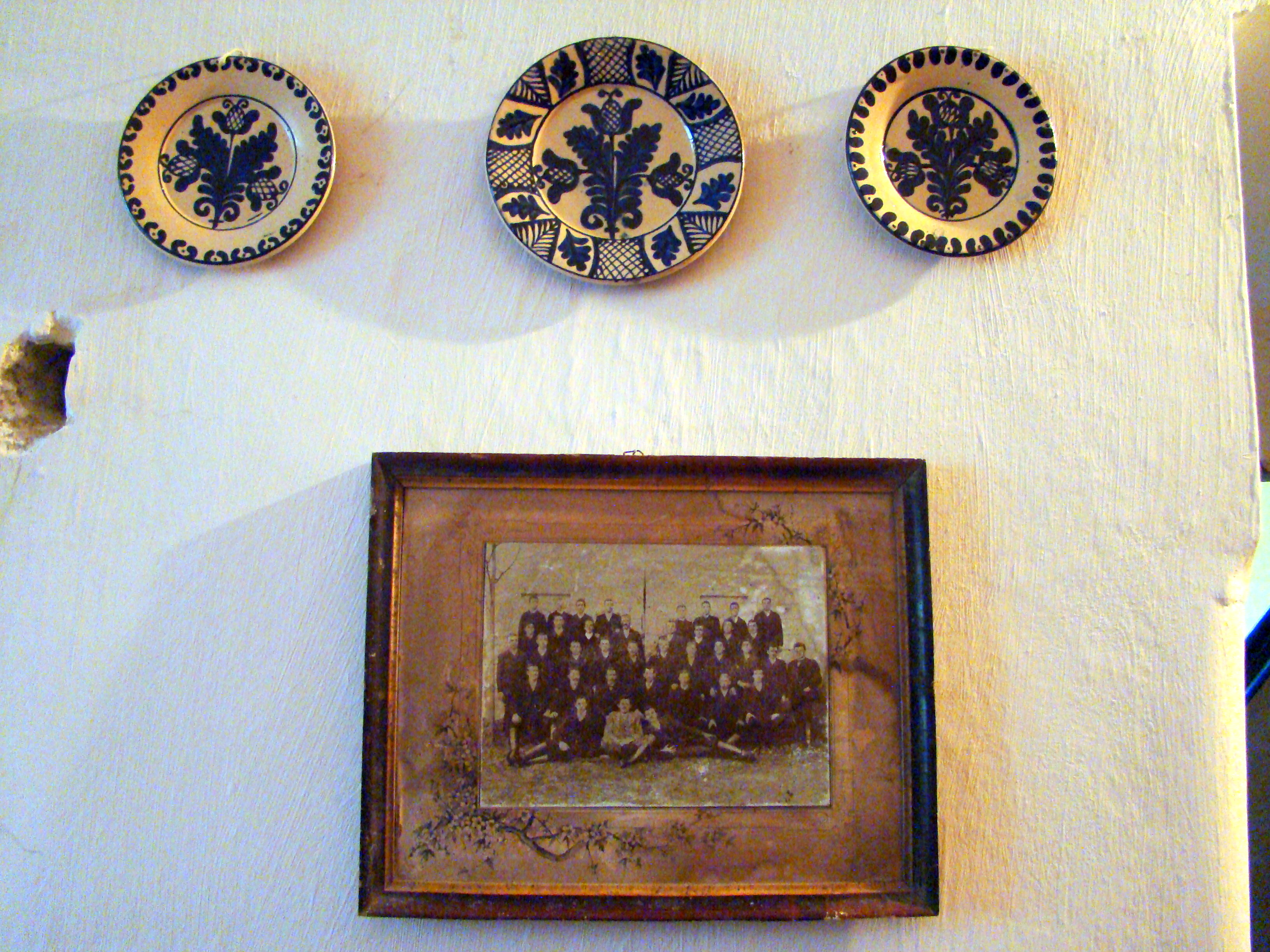
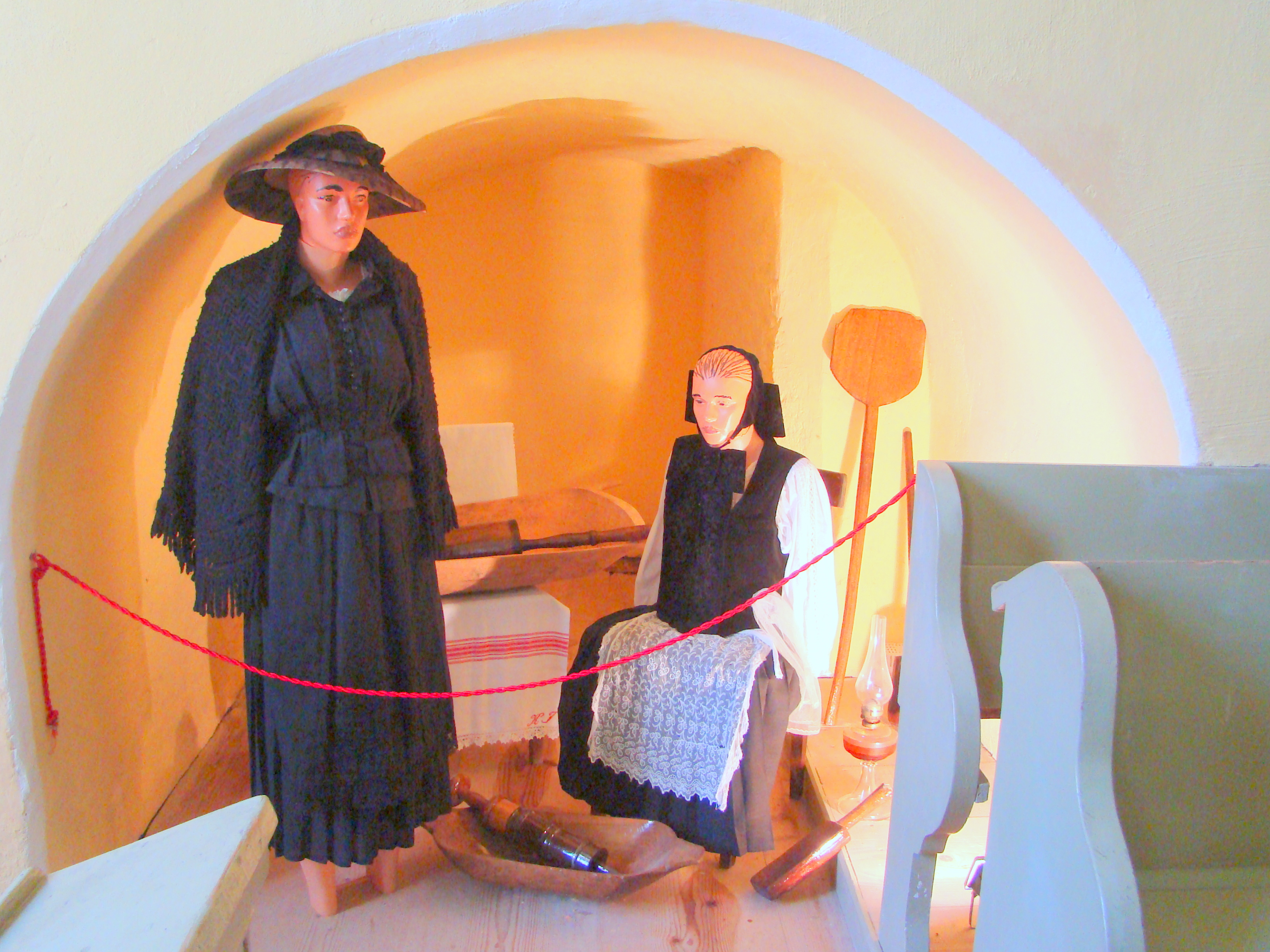
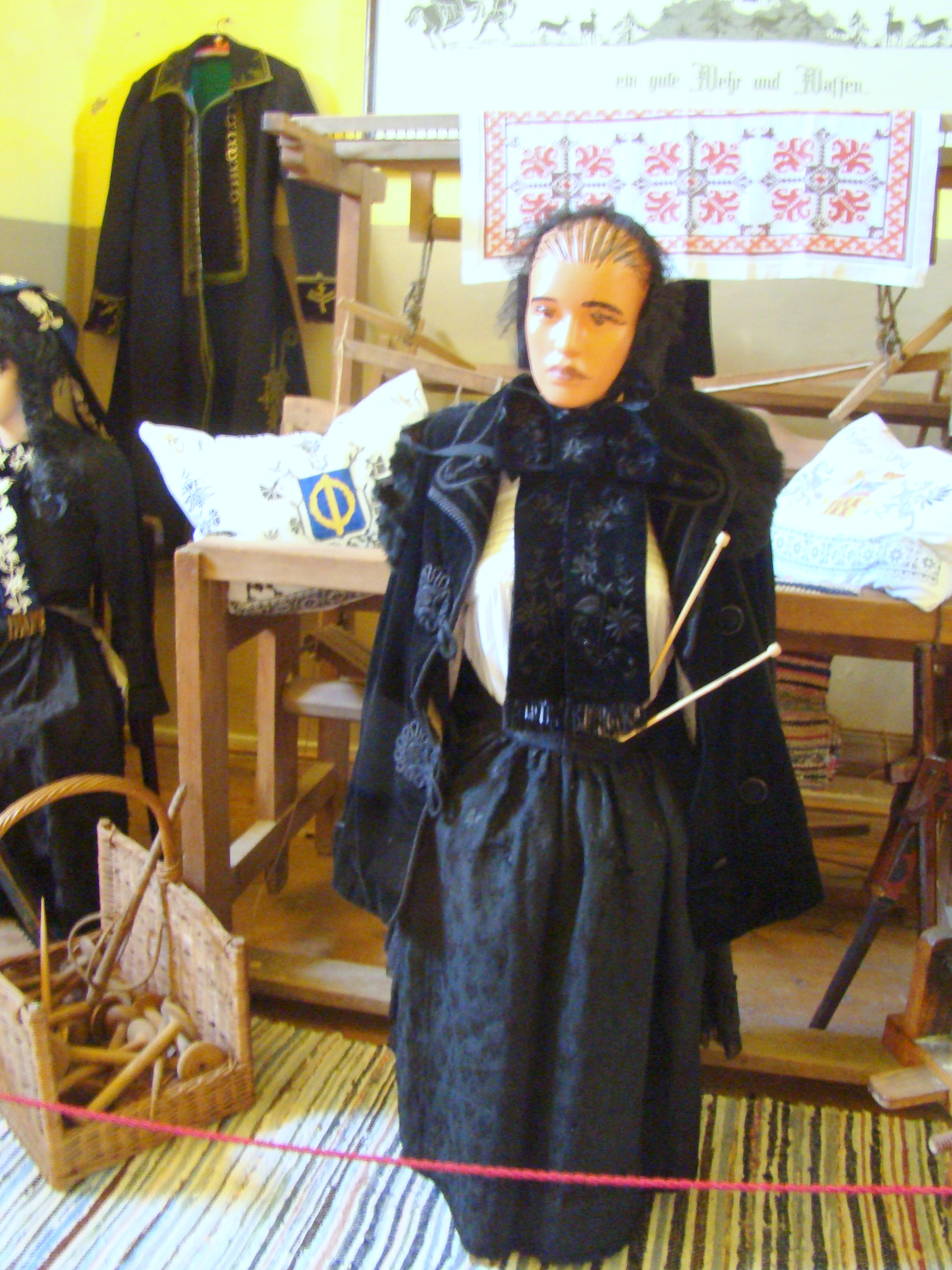

1. ↑  Orgeldatei der Evangelischen Kirche A.B. in Rumänien, orgeldatei.evang.ro